# Auschwitz
Auschwitz, Konzentrationslager Auschwitz ( poslech) koncentrační tábor Osvětim, byl komplex německých nacistických koncentračních a vyhlazovacích táborů fungujících během druhé světové války na území anektovaném Třetí říší na jihozápadě Polska po jeho obsazení roku 1939. Nazývá se podle města Osvětim v Malopolském vojvodství v Polsku.
Původní tábor Auschwitz I byl založen v bývalých kasárnách ve městě Osvětim (německy: Auschwitz, polsky: Oświęcim) přibližně šedesát kilometrů západně od Krakova na území provincie Slezsko. Následně byl vybudován nedaleký Auschwitz II neboli Auschwitz-Birkenau, jeden z největších nacistických vyhlazovacích táborů nazvaný podle vesnice Březinka (polsky: Brzezinka, německy: Birkenau). Auschwitz III označuje pracovní tábor Monowitz-Buna, kromě těchto tří základních patřila do komplexu i řada dalších pobočných táborů.
První tábor byl Německem zřízen na základě příkazu Heinricha Himmlera ze dne 27. dubna 1940. Původně byl určen pro Poláky (inteligence, odbojáři), ale v létě roku 1941 nacisté rozhodli, že zde bude probíhat konečné řešení židovské otázky (holokaust).
Velitel tábora, Rudolf Höss (či Rudolf Höß), při norimberských procesech uvedl, že v Auschwitzu zemřely více než tři miliony lidí. Podle Státního muzea Auschwitz-Birkenau však v tomto táboře zahynulo 1,4 milionu lidí, z nichž přibližně 90 % byli Židé prakticky ze všech evropských států. Většina obětí byla zavražděna v plynových komorách areálu Auschwitz II plynem Cyklon B; smrt ostatních byla způsobena systematickým hladověním, nucenými pracemi, absencí zdravotní péče, individuálními popravami a pseudolékařskými experimenty.
V roce 1947 založilo Polsko k uctění památky obětí muzeum na místě prvních dvou táborů. Do roku 1994 prošlo branou s nápisem „Arbeit macht frei“ („Práce osvobozuje“) na 22 milionů návštěvníků – každoročně přibližně 700 tisíc. Dne 27. ledna se každoročně během Mezinárodního dne památky obětí holokaustu připomíná osvobození Auschwitzu Rudou armádou pod velením maršála Koněva ze stejného dne roku 1945.

## Tábory

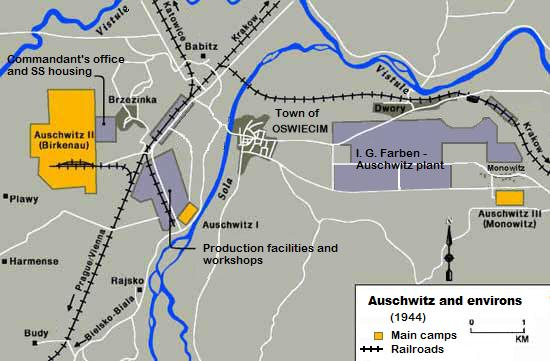
Plán se žlutě vyznačenými tábory Auschwitz I – III.

Koncentrační tábor Auschwitz sestával ze tří oddělených táborů, které byly římskými číslicemi označeny jako Auschwitz I, II a III. Auschwitz I, jenž byl původním koncentračním táborem, sloužil jako administrativní centrum celého komplexu a za dobu jeho existence v něm nalezlo smrt na 70 tisíc lidí, převážně etnických Poláků a sovětských válečných zajatců. Auschwitz II (Birkenau) byl vyhlazovacím táborem (Vernichtungslager), ve kterém zemřelo nejméně 960 tisíc Židů, 75 tisíc Poláků a přibližně 19 tisíc Romů. Birkenau byl největším nacistickým vyhlazovacím táborem. Auschwitz III (Monowitz) sloužil jako pracovní tábor společnosti Buna-Werke, která spadala pod koncern IG Farben.
Mimo hlavní tři tábory existovalo přibližně 40 pobočných táborů, z nichž se některé nacházely až desítky kilometrů od hlavních táborů, jejichž obsazenost se pohybovala od několika desítek po několik tisíc osob.
Stejně jako všechny německé nacistické koncentrační tábory, byly i tábory komplexu Auschwitz spravovány německou nacistickou ozbrojenou organizací SS. Velitelem tábora byl do léta 1943 Obersturmbannführer SS Rudolf Höss, jehož poté ve funkci nahradili Arthur Liebehenschel a Richard Baer. Höss o chodu tábora podal detailní popis během poválečných norimberských procesů a ve své autobiografii. Byl oběšen 16. dubna 1947 naproti krematoriu v táboře Auschwitz I. Deník Rudolfa Hösse, sepsaný během zajetí po válce, se stal předlohou pro román Smrt je mým řemeslem Roberta Merleho.

## Auschwitz I-Stammlager

### Založení

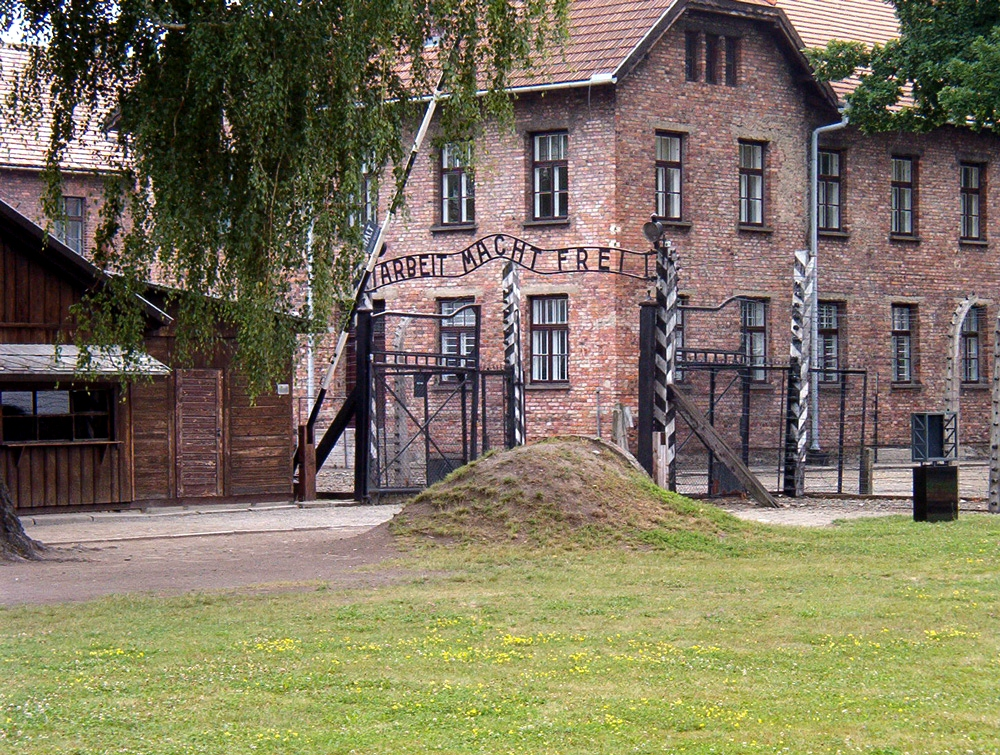
Vstupní brána do tábora Auschwitz I s nápisem Arbeit macht frei.

Tábor byl založen na základě rozkazu Heinricha Himmlera ze dne 27. dubna 1940 v bývalých kasárnách rakouské a později polské armády. O dva dny později byl post velitele svěřen Rudolfu Hössovi. 30. dubna přijel Höss do Osvětimi a 4. května byl oficiálně jmenován velitelem tábora. Od osvětimského starosty Grünwellera získal k dispozici pro přípravné práce několik civilních pracovníků a tři stovky Židů.
Dne 20. května dorazil první transport třiceti kriminálních vězňů německého původu z koncentračního táboru Sachsenhausen. Byli označeni táborovými čísly 1–30 a stali se prvními funkcionáři ve vězeňské samosprávě, která udržovala dohled nad vězni v táboře a v pracovních oddílech. Ve stejný den přijelo i patnáct členů SS, kteří se ujali funkce dozorců.
Veliteli tábora byli:
- SS-Obersturmbannführer Rudolf Höss: 4. května 1940 – listopad 1943
- SS-Obersturmbannführer Arthur Liebehenschel: 11. listopadu 1943 – 10. května 1944
- SS-Sturmbannführer Richard Baer: 11. května 1944 – leden 1945

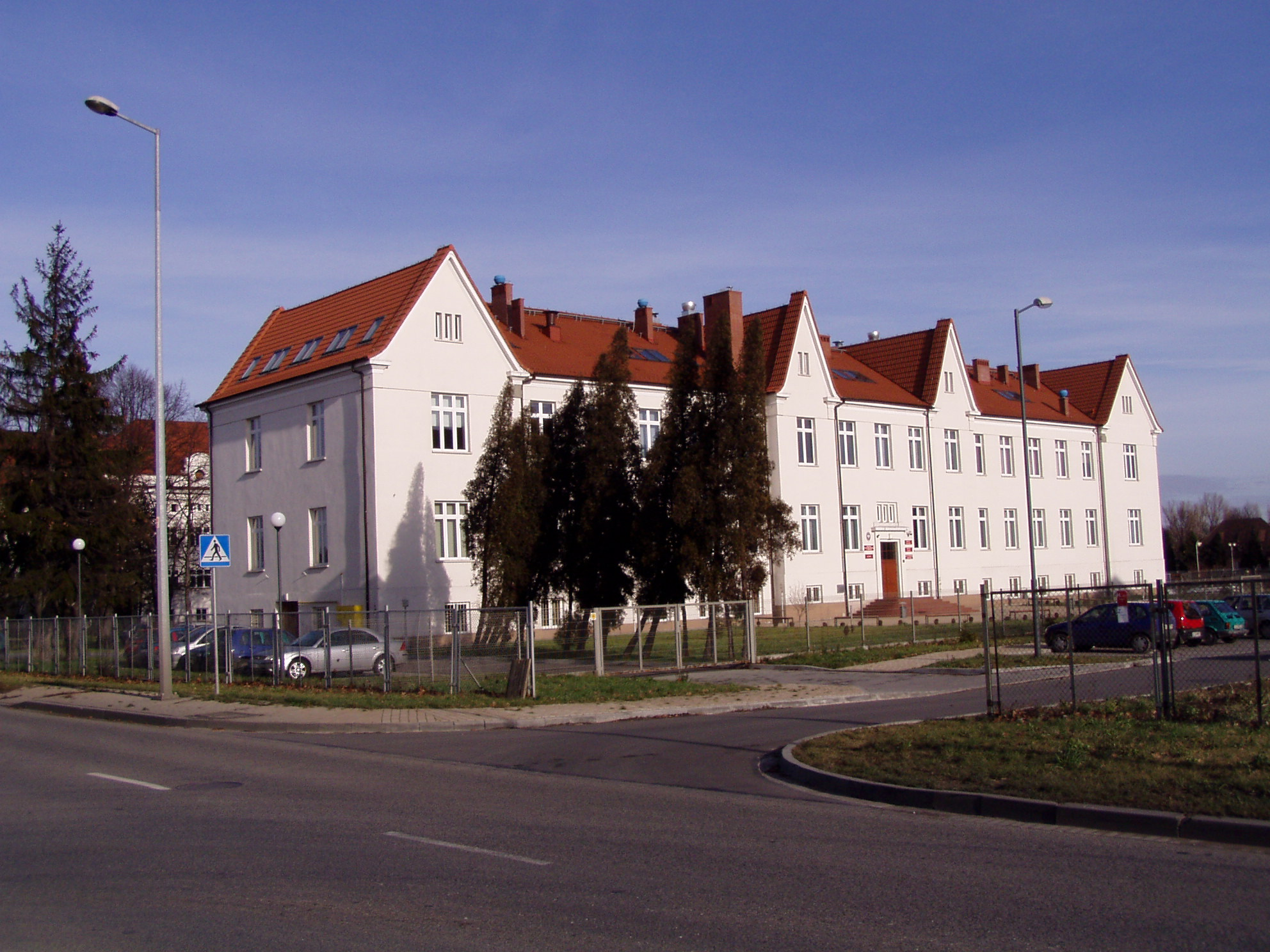
Budova bývalého Polského tabákového monopolu, v němž byli dočasně umístěni první vězňové z koncentračních táborů Auschwitz. Dnes sídlo Vyšší odborné školy.

Pro vybudování prvního provizorního oplocení tábora využilo vedení pracovní oddíl 39 polských vězňů z koncentračního tábora Dachau. Pracovali tam až do 14. června 1940, kdy byli deportováni zpět do Dachau. Ve stejný den se počet vězňů rozšířil o 728 lidí z prvního transportu z Tarnova složený hlavně z polských odbojářů a intelektuálů. Dostali táborová čísla 31–758. Současně byla posílena posádka SS o 100 osob. Jelikož budovy budoucího tábora ještě nebyly připraveny, byli tito vězňové dočasně ubytováni v nedaleké budově bývalého Polského tabákového monopolu (Polski Monopol Tytoniowy). Na nádvoří budovy, které bylo obehnáno plotem z ostnatého drátu a v jehož rozích byly vystavěny provizorní strážní věže, se konal první apel (nástup) v historii tábora. Po odstěhování vězňů do kmenového tábora byly v této budově nazvané Stabsgebäude nejprve zřízeny kanceláře táborové administrativy a později ubytovny pro dozorkyně SS, sklad zbraní a prádelna pro SS (dnes je sídlem vyšší odborné školy). Druhý transport 313 osob, který do tábora přijel 20. června 1940 byl již ubytován přímo v táboře v bloku č. 2.
19. června začalo první vysidlování polského obyvatelstva z bezprostředního okolí tábora. V následujících měsících a letech byla vystěhována většina populace z oblasti mezi řekami Visla a Soła, čímž byl vymezen tzv. zájmový prostor (Interessengebiet) koncentračního tábora o rozloze asi čtyřicet čtverečních kilometrů.
Většina vězňů z prvních transportů zpočátku pracovala zejména na výstavbě a rozšiřování tábora. Do března roku 1941 jich bylo v táboře internováno na 10 900, převážně Poláků.

### Tábor v dalších letech
Auschwitz I fungoval převážně jako mužský tábor. Od října 1941 do března 1942 v něm byl zřízen oddělený tábor pro sovětské válečné zajatce (Russisches Kriegsgefangenen Arbeitslager). Konkrétně šlo o 9 bloků v levé části tábora (bloky 1, 2, 3, 12, 13, 14, 22, 23, 24). Sovětští zajatci žili v horších podmínkách než ostatní vězni a dozorci s nimi zacházeli obzvláště surově. V březnu 1942, kdy z původních 10 000 zajatců zůstalo naživu už jen 945, byli přestěhováni do nově vznikajícího tábora v Birkenau. Krátce po jejich odchodu byla vymezena část tábora pro ženský koncentrační tábor (Frauenkonzetrationslager). Tento úsek (tvořený bloky 1–10) byl od mužského tábora izolován vysokou zdí a měl i samostatný vchod. Po přestěhování žen do Birkenau (v srpnu 1942) byly bloky opět včleněny do mužského tábora.
Auschwitz I byl původně plánován pouze jako tranzitní tábor s kapacitou 10 000 osob, z něhož měli být polští vězni dále transportováni do koncentračních táborů uvnitř Říše. Po návštěvě Heinricha Himmlera 1. března 1941 bylo rozhodnuto tuto kapacitu zvýšit na 30 000 osob, přičemž měla být ještě zahájena výstavba nového tábora v Březince s kapacitou 100 000 vězňů.

### Zástavba

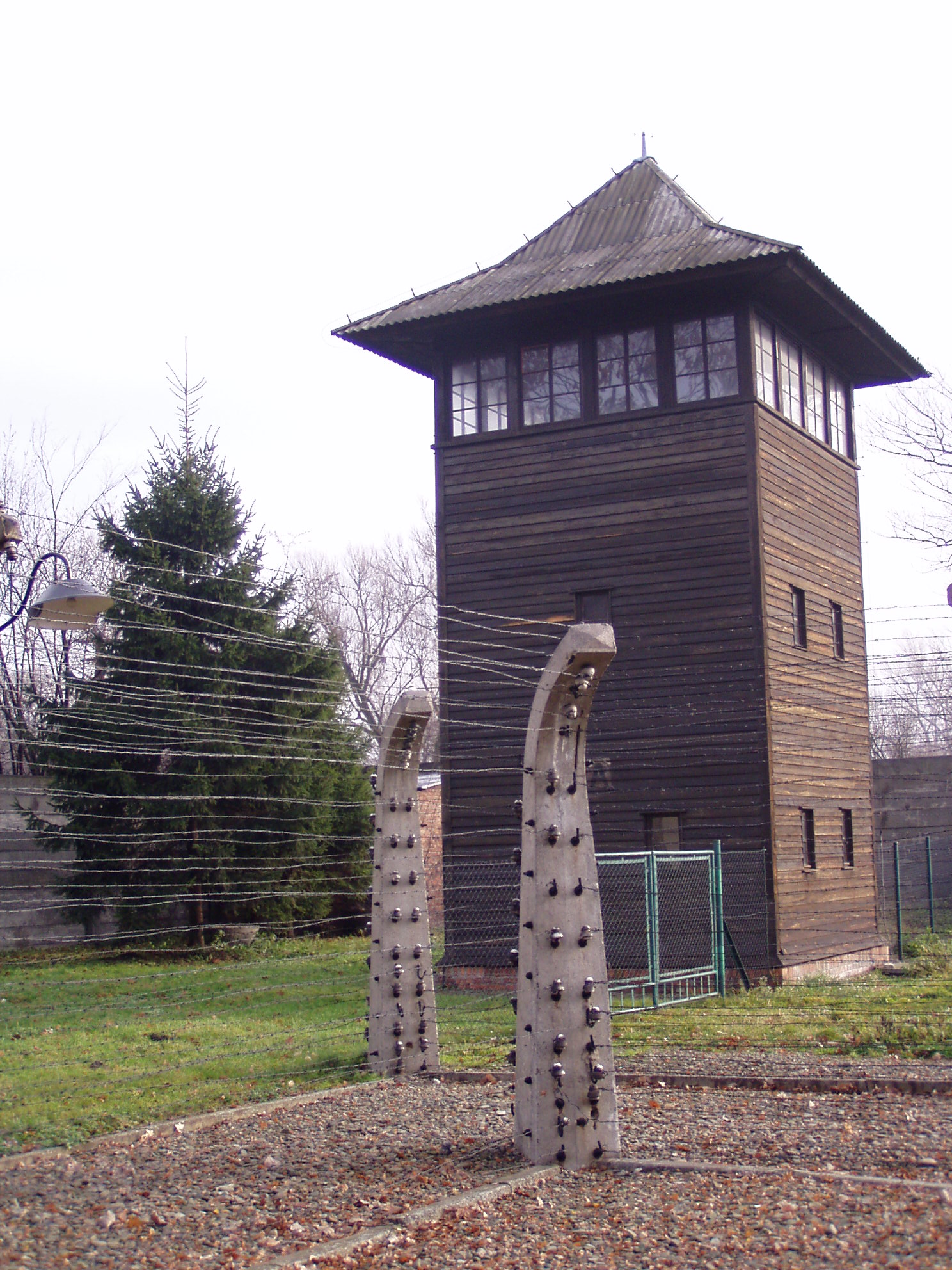
Strážní věž v táboře Auschwitz I.

Původně se tábor skládal z 22 zděných budov – 8 patrových a 14 přízemních. Postupně se však začal rozrůstat. Během roku 1940 zasypali vězni sutí bývalou jízdárnu, která se nacházela uprostřed tábora, vystavěli kuchyň, krematorium I. a strážnici při vstupní bráně (Blockführerstube). Bývalé stáje byly přestavěny na dílny, dřevěné sloupy oplocení byly nahrazeny betonovými. Stavební práce pokračovaly i v následujících letech. V květnu 1941 byla zahájena výstavba 8 nových bloků (č. 4–7 a 15–18) na místě bývalé jízdárny. Jako první byl předán k užívání blok 18 (srpen 1941), následovaly bloky č. 4, 5 a 7 (listopad 1941), zbytek v první polovině roku 1942.
Nad vstupní bránou do tábora byl umístěn nápis Arbeit macht frei (Práce osvobozuje). V tomto nápisu vytvořeném vězni (pod vedením Jana Liwacze) je jedno z písmen („b“ ve slově Arbeit) obráceně. Podle některých pamětníků tak bylo učiněno úmyslně jako malý akt odboje. Jiní uvádějí, že to byl prostě jen omyl, případně i fakt, že se tak písmeno B někdy v Polsku psalo.

## Auschwitz II-Birkenau

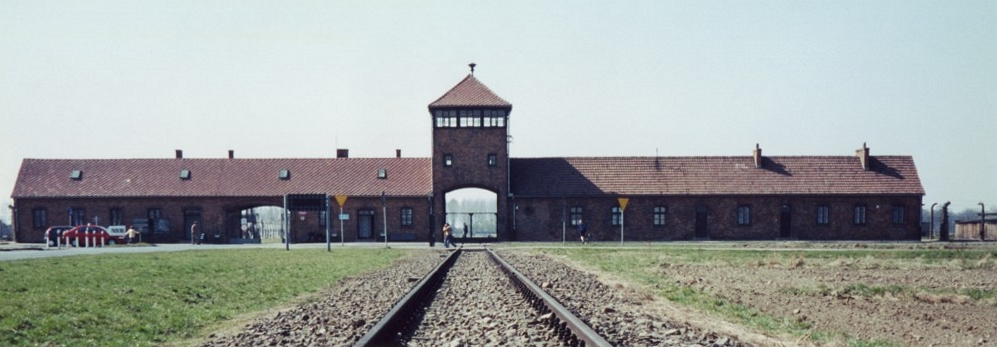
Vstupní brána Auschwitz II – Birkenau.

Celým názvem Konzentrationslager Auschwitz-Birkenau, nacistickým krycím názvem Arbeitslager Birkenau bei Neuberun, Oberschlesien (česky Pracovní tábor Březinka u Nové Beruně, Horní Slezsko), v Česku známý také jako Osvětim-Březinka).

### Založení
Popudem ke stavbě druhého tábora se pravděpodobně stal Himmlerův rozkaz, který místo navštívil v březnu 1941. Jeho výstavba byla zahájena v říjnu roku 1941 na území vesnice Březinka (pol. Brzezinka, něm. Birkenau), ze které bylo v dubnu 1941 vysídleno její obyvatelstvo a domy byly přestavěny nebo rozebrány a použity pro potřeby tábora. V nacistické dokumentaci měl tábor až do jara 1944 status zajateckého tábora (Kriegsgefangenenlager), i přes to, že tuto funkci nikdy neplnil.
1. října 1941 byl vytvořen speciální stavební úřad pro výstavbu Březinky (Sonderbauleitung für die Errichtung eines Kriegsgefangenenlagers der Waffen SS in Auschwitz O/S), jehož vedoucím byl jmenován SS-Sturmbannführer Karl Bischoff. Do poloviny října byl vypracován první plán výstavby tábora. Podle něj měl tábor na rozloze 81 ha (720 x 1130 m) pojmout 100 000 vězňů. Měl být rozdělen na tři hlavní části: karanténní tábor (Quarantänelager, budoucí úsek BI), tábor I a tábor II (Lager I, Lager II, budoucí úsek BII) s celkovým počtem 174 zděných baráků. Hlavní táborová cesta měla vést mezi karanténním táborem a tábory I a II. Počítalo se také s výstavbou železniční vlečky až do tábora.

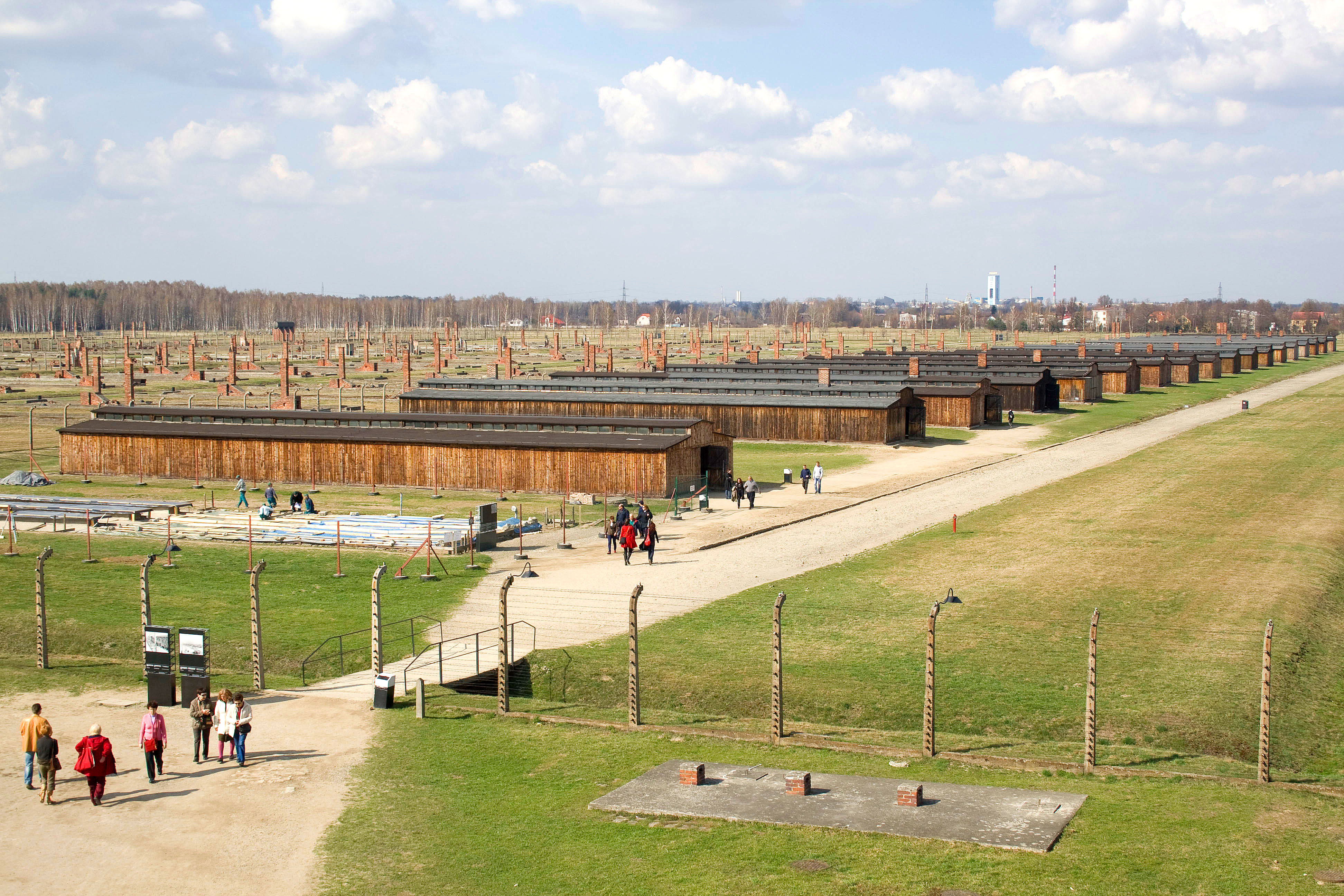
Baráky pro ubytování práceschopných vězňů.

Práce zahájili sovětští váleční zajatci společně s pracovními oddíly složenými z ostatních vězňů na podzim roku 1941. Nejprve byli zaměstnáni při rozebírání budov z bývalé vesnice a shromažďování materiálu pro výstavbu baráků (Abbruchkommando Birkenau). Další oddíly měly na starost melioraci bahnitého terénu, vytyčení budoucího tábora, stavbu cest a dočasné úzkokolejky pro přivážení materiálu a mostu přes železniční trať, oddělující Birkenau od mateřského tábora. Výstavba vlastního tábora byla zahájena od budoucího úseku BIb. Po vzniku několika zděných budov byl tento úsek v únoru 1942 obehnán provizorním plotem z ostnatého drátu. Instalovány byly také jednoduché strážní věže a osvětlení. 1. března sem byli natrvalo umístěni sovětští váleční zajatci z mateřského tábora. Od té doby až do srpna 1943 fungoval tento úsek jako mužský tábor (Männer Konzentrationslager). Jedním z prvních transportů, které sem přijely přímo (tedy ne z mateřského tábora), byl transport 1 112 francouzských Židů z Compiègne 30. března 1942. Vězni umístění v táboře pracovali při dokončování výstavby tohoto úseku, stejně jako budoucích úseků BIa a BII.

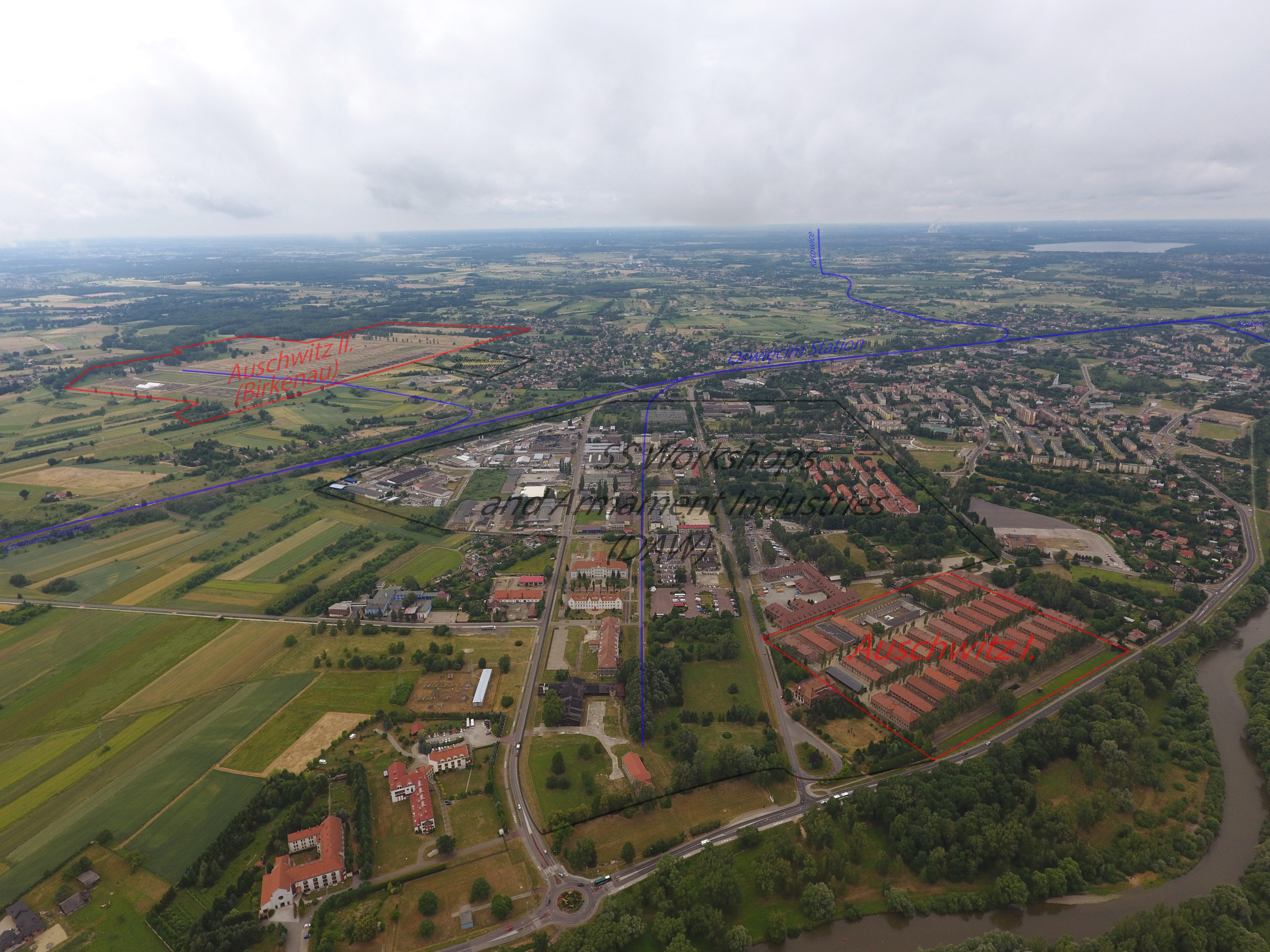
Současný pohled na tábory Auschwitz I a Auschwitz II.

Druhý plán výstavby tábora byl schválen Karlem Bischoffem 15. srpna 1942. Podle něj se měl tábor skládat ze čtyř stavebních úseků (Bauabschnitte) BI – BIV o celkové rozloze 170 ha (720 x 2340 m). Tyto úseky se měly dále vnitřně členit na 6 oddělených částí (kromě již postaveného úseku BI, který měl tyto části pouze 2). Úsek BI (v prvním plánu nazýván jako Quarantänelager) byl plánován pro 20 000 osob, úseky BII-BIV každý pro 60 000, celkem tedy 200 000 vězňů. Úsek BII měl vzniknout sloučením původně plánovaných částí Lager I a Lager II. Úsek BIII byl později znám jako Mexiko, stavba úseku BIV nebyla nikdy zahájena. V tomto plánu již bylo počítáno také s dvěma krematorii umístěnými na konci železniční vlečky mezi tábory BI a BII. Celkem mělo být na území tábora vybudováno asi 600 baráků, na nových úsecích měly stát pouze baráky dřevěné, typizované, původně určené pro ustájení 54 koní. 

### Zástavba

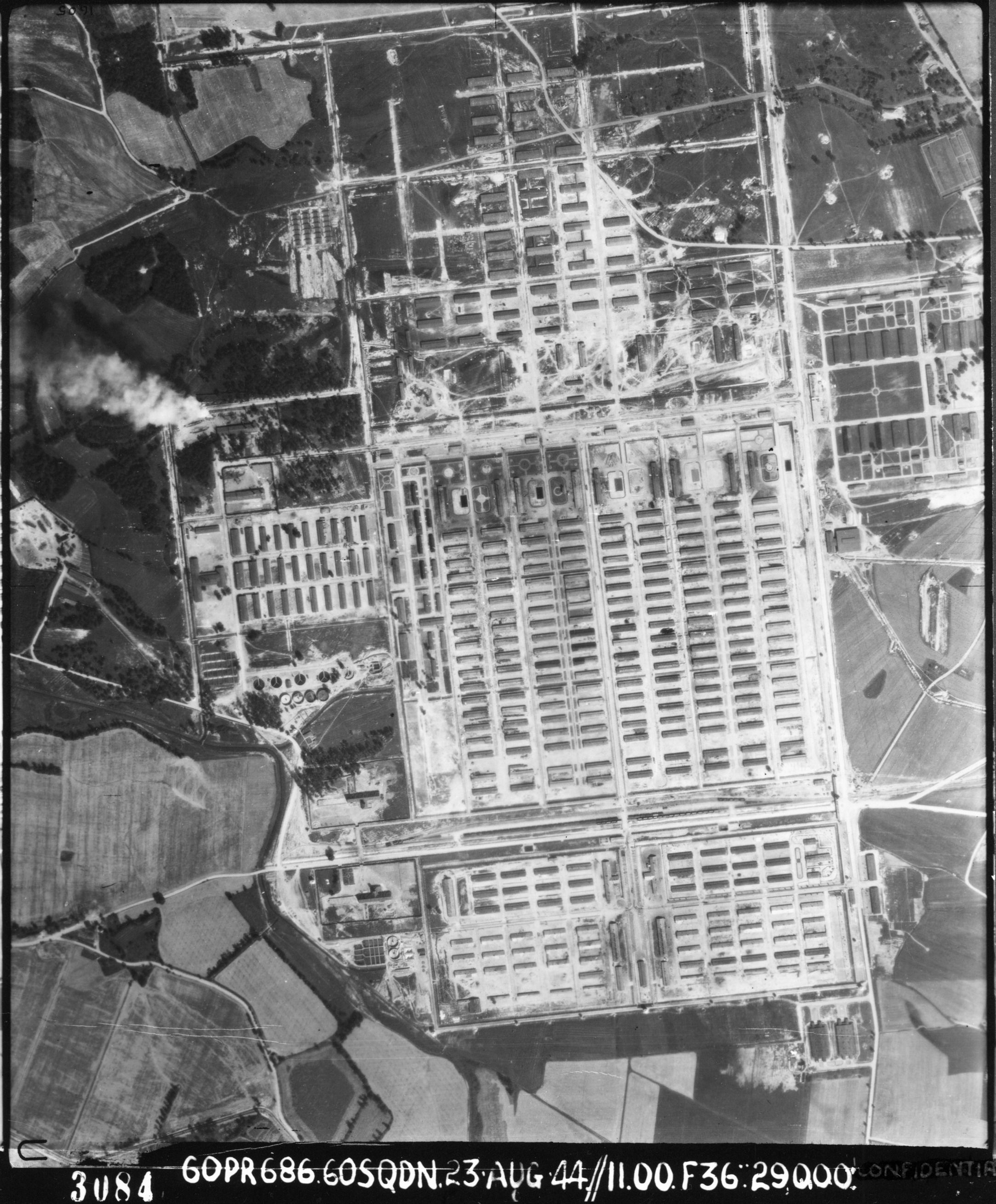
Fotografie tábora v roce 1944, pořízená RAF

Plán výstavby tábora z srpna 1942 byl realizován pouze částečně. Výstavba úseku BIV nebyla nikdy zahájena, úsek BIII byl postaven pouze zčásti. Navíc vznikla dvě krematoria (IV a V), úsek BIIg s 30 baráky – sklady (pojmenované Canada) a budova tzv. „Sauny“ určená převážně pro příjem nových vězňů. Do konce války byla zastavěna plocha o rozloze okolo 140 hektarů. Celkem bylo postaveno asi 300 budov – vězeňské baráky, hospodářské a kancelářské budovy, latríny, umývárny, lázně, sklady, čtyři krematoria (zrcadlově obrácená Krematoria II/III a IV/V). Vzniklo také 13 km odvodňovacích kanálů.
Celý prostor byl obehnán ostnatým drátem nabitým elektrickým napětím. Stejným způsobem byly ohrazeny jednotlivé sektory tábora (Bauabschnitt):
- BIa a BIb (Bauabschnitt Ia, Ib) – ženský tábor – převážně stavby z cihel
- BIIa – karanténní tábor – dále už jen dřevěné baráky
- BIIb – Terezínský rodinný tábor (Familienlager Theresienstadt)
- BIIc – maďarský tábor
- BIId – mužský tábor
- BIIe – cikánský tábor
- BIIf – nemocniční tábor
- BIIg – tzv. Kanada
- BIII – tzv. Mexiko – nedokončený, sloužil jako depozitní tábor během tzv. Akce Höss – likvidace maďarských Židů, byly zde umisťovány Židovky, které nestačily projít selekcí a čekaly na smrt v plynových komorách.

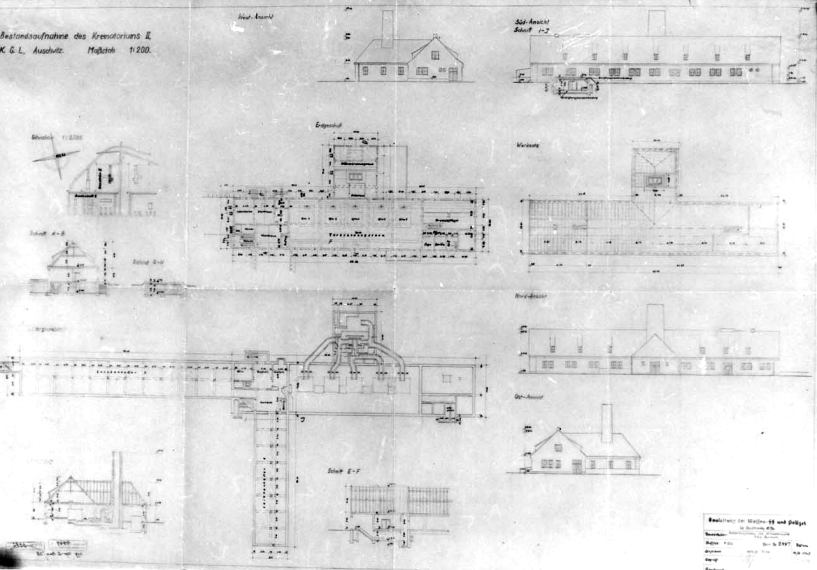
Krematorium II Auschwitz konstrukční plán

Jako první byl dostavěn v polovině roku 1942 úsek BIb. Celkem v něm vzniklo 27 vězeňských baráků (15 zděných a 12 dřevěných), kuchyně, sklad oděvu, lázeň a 5 baráků s latrínami a umývárnami. V první polovině srpna byl také dokončen úsek BIa, do něhož byly umístěny ženy z mateřského tábora (vznikl tak Frauenkonzentrationslager – FKL). Tento úsek byl téměř stejný jako BIb, pouze zrcadlově obracený (chyběl zde pouze sklad oblečení, místo kterého zde byly tři obytné baráky navíc), přičemž osu tvořila cesta mezi oběma tábory, na jejímž konci stál sklad chleba.
V roce 1943 byly postupně dostavěny tábory v úseku BII – v únoru tábor BIIe, v červenci BIId a BII f, v srpnu BIIa, v září BIIb a ke konci roku také tábor BIIg společně s budovou tzv. Sauny (nová budova pro příjem vězňů). Tábor BIIc byl dokončen až v červnu 1944. Ke konci roku 1943 byla zahájena výstavba úseku BIII, který však nebyl nikdy dokončen.
Vchod do tábora je tvořen vstupní branou, kterou byly do tábora v květnu 1944 přivedeny koleje, po kterých do tábora přijížděly transporty s lidmi. Nad vstupní branou byla vystavěna věž, ze které byl rozhled na celý areál tábora a na rampu, kde probíhala selekce vězňů na schopné a neschopné práce.

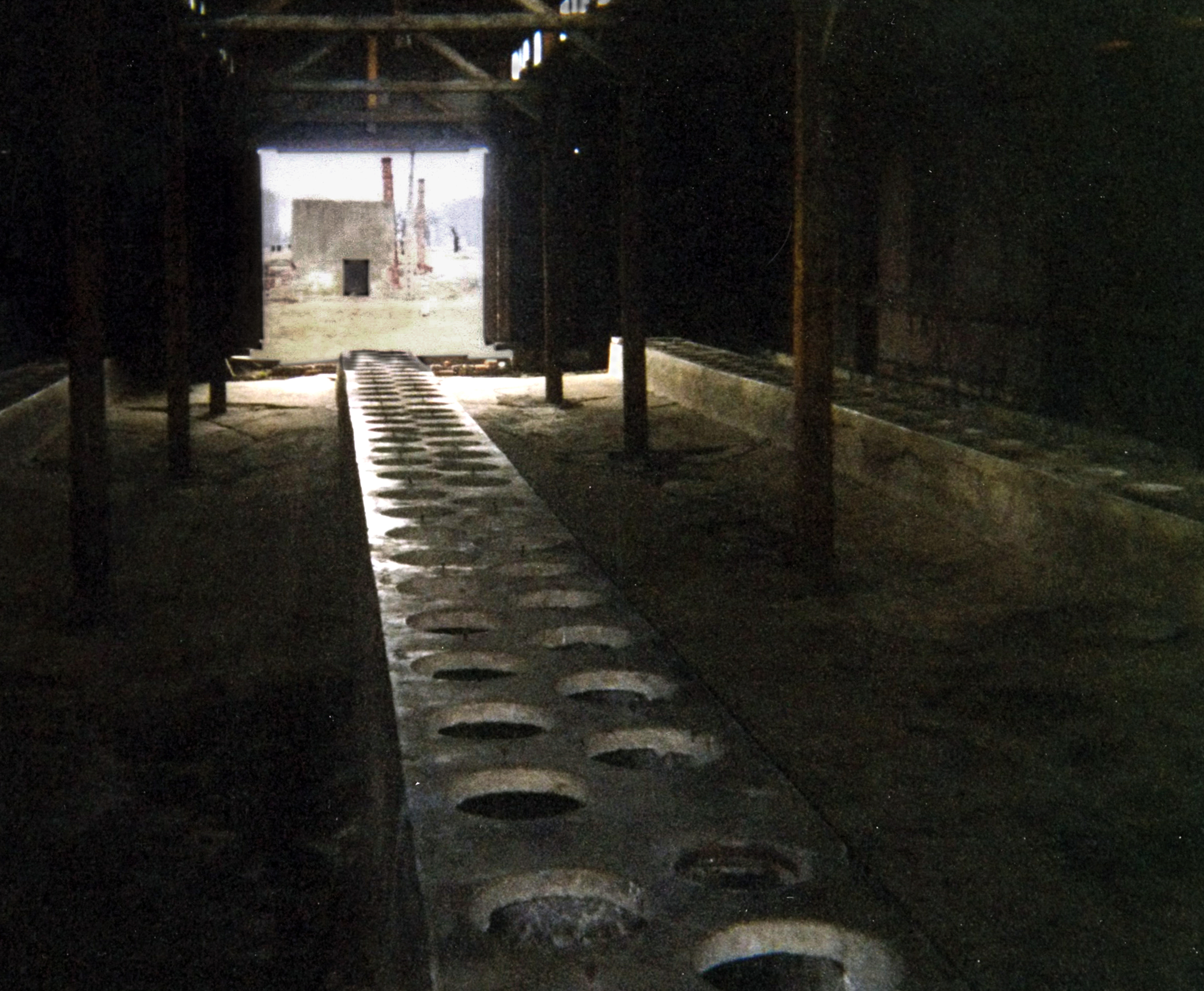
Latríny v táboře

První stavby, které na území tábora vyrostly, byly cihlové domy. S následujícími transporty se ale tábor rychle rozrůstal a vyvstala potřeba rychle stavět další a další „ubytovací“ kapacity, což vedlo nejprve k využití koňských stájí a poté k výstavbě dalších dřevěných staveb. Dřevěné baráky byly extrémně nevhodné pro život, mezerami mezi prkny v zimě prostupoval chlad a v létě se stávaly výhní. Tábor se dělil na několik menších částí – mužský, ženský, terezínský rodinný, maďarský židovský a cikánský tábor.

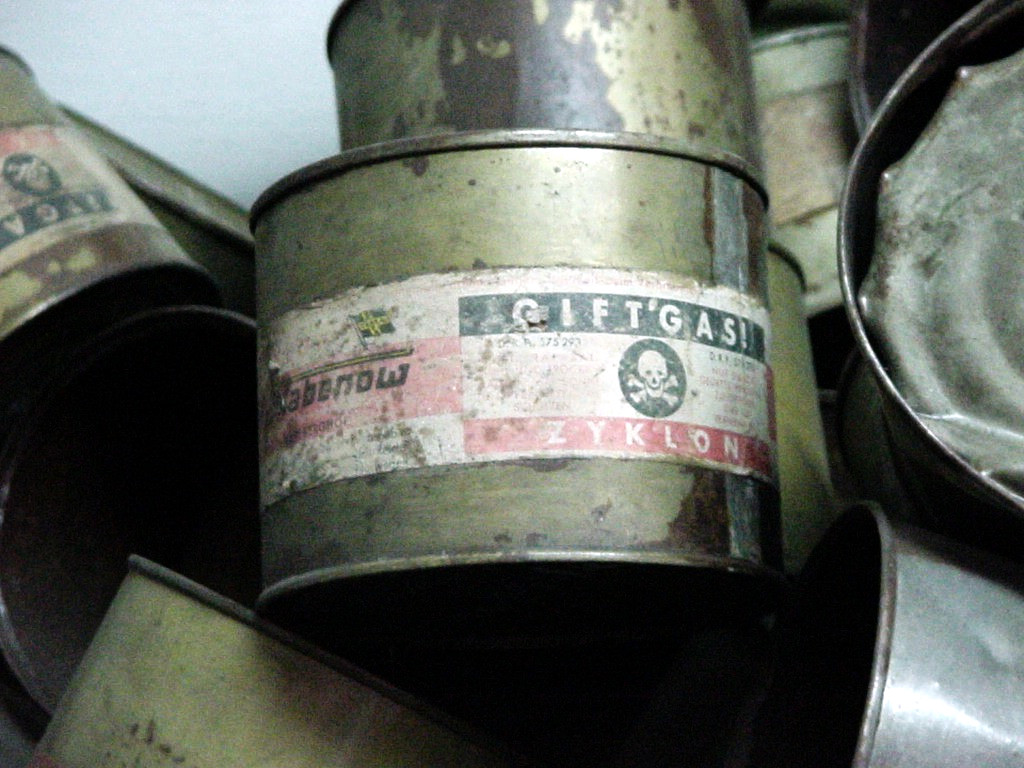
Plechovka po plynu Cyklon B

Po okraji obytných bloků se nacházela hygienická zařízení, která sestávala z latrín a umýváren. V zadní části tábora byly vystavěny čtyři plynové komory, ve kterých byli hromadně zabíjeni lidé z příchozích transportů, ale také nemocní vězni, u nichž se nepředpokládal rychlý návrat do práce. Jednalo se o betonové kobky, které byla propojena větracími komíny s povrchem, kudy vhazovali vojáci SS nebo členové sonderkommanda cca 8–12 plechovek krystalů cyklonu B, ze kterých se začal uvolňovat jedovatý plyn – kyanovodík.[zdroj?] Do komory se vešlo až 3000 vězňů.[zdroj?]
Krematoria KII a KIII měla převlékárny a komory umístěné pod zemí. Po schodech sestupovaly oběti do převlékárny, kde odložily oblečení a nahé pak vstupovaly do plynové komory, která byla maskována jako sprchy. Po zabití obětí musel být prostor řádně odvětrán. Pak členové sonderkommanda všechny mrtvé vytahovali do další místnosti, kde kontrolovali těla, odebírali protézy, zlaté zuby, vlasy atd. a pomocí výtahu těla dopravovali do přízemí k jejich likvidaci ve spalovacích pecích. Vedle krematoria, případně v blízkém lesíku byly vykopané jámy, do kterých se vysypával popel spálených lidských těl.[zdroj?] Každé z těchto krematorií II a III mělo pět spalovacích pecí, kde každá pec měla tři samostatné topeniště.[zdroj?] Spalování probíhalo pomocí koksu při teplotách cca 800–1000 °C.[zdroj?]
Krematoria IV a V, měla převlékárny, plynové komory i spalovací pece umístěné na úrovni terénu, na povrchu. Toto řešení bylo navržené kvůli zjednodušení a zrychlení výstavby. Prostorově ale byly menší, najednou mohlo být zabito na 2000 vězňů.[zdroj?] Počet spalovacích pecí byl také menší. Každé z těchto krematorií KIV a V mělo 4 spalovací pece, po dvou samostatných topenišťích.[zdroj?] Průběh likvidace vězňů byl stejný.
Některé krematoria následně měla rozdělené plynové komory na menší prostory pro menší počet vězňů.[zdroj?]
Postupem času byly pro uklidnění vězňů plynové komory maskovány jako sprchy. Přímo v plynové komoře byly atrapy sprch. Ke vchodu se přidaly nápisy (např. "sprchy" nebo "čistota základ zdraví", "udržuj pořádek", "zachovej klid"), namontovaly věšáky s čísly a lavice na odložení svršků a cenností. Vězňům bylo vojáky SS nebo členy sonderkommanda dokonce před vstupem do komory rozdáváno mýdlo.[zdroj?]

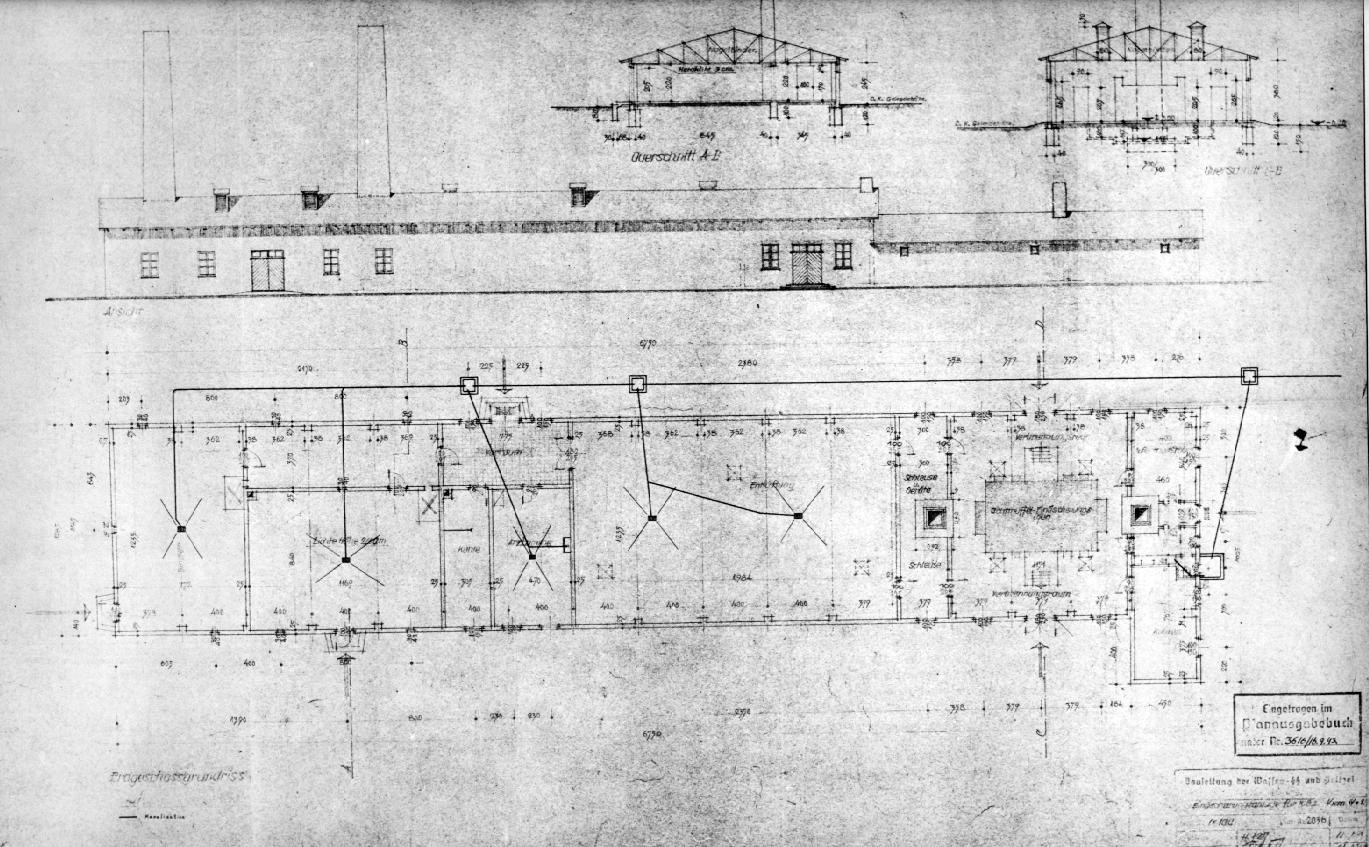
Krematorium IV Auschwitz konstrukční plán

Krematorium IV. bylo zničeno během povstání Židů ze Sonderkommanda 7. října 1944, kteří nedaleko krematoria zakopali zápisky z povstání a důležité dokumenty zachycující situaci v táboře, jež byly později využity v soudních procesech proti důstojníkům SS. Krematoria II. a III. byla demontována na rozkaz SS již v listopadu roku 1944 členy Sonderkommanda.[zdroj?]

### Velení
V době autonomie tábora (listopad 1943 – listopad 1944) byli jeho veliteli:
- SS-Sturmbanführer Friedrich Hartjenstein – od listopadu 1943 do 8. května 1944 (později velitel tábora Natzweiler v Alsasku)
- SS-Hauptsturmführer Josef Kramer – od 8. května 1944 do 25. listopadu 1944 (předtím velitel tábora Natzweiler, po převelení z Osvětimi tábora Bergen-Belsen)

### Dnešní stav
Zachovalo se 45 zděných a 22 dřevěných stavení. Patrné jsou také zbytky plynových komor a kremačních jam na pece. Dobové je také oplocení, komíny a základy nedochovaných domů. Dnes je objekt koncentračního tábora KT Auschwitz II – Birkenau památníkem, připomínající celému světu odpornost nacistického režimu a utrpení miliónů lidí z celé Evropy. Památník je volně přístupný bez poplatků a je možné zakoupit tištěného průvodce v češtině.

## Auschwitz III
Okolní pracovní tábory, kterých bylo přibližně čtyřicet, byly úzce spojené s německým průmyslem a byly propojené se zbrojními závody, slévárnami a doly. Největší z těchto pracovních táborů byl Auschwitz III Monowitz, pojmenovaný po polské vesnici Monowice. Provoz zahájil v květnu 1942 jako pobočný tábor Auschwitz I a byl postaven v blízkosti chemických závodů Buna-Werke, vlastněných firmou IG Farbenindustrie, jež produkovaly syntetický benzín a umělý kaučuk. Od listopadu 1943 do listopadu 1944 fungoval jako samostatný tábor. V tomto období k němu patřily také všechny pobočné tábory Auschwitz I., jež měly průmyslový charakter.
V táboře bylo postupně vystavěno 60 vězeňských baráků, v nichž přebývalo kolem 11 000 vězňů. Byly zde často prováděny selekce práceneschopných vězňů, kteří odsud byli posíláni do plynových komor v Birkenau. Největší selekce proběhla 17. října 1944, při níž zahynulo více než 2000 osob. 18. ledna 1945 odsud bylo pěšky evakuováno více než 9 000 vězňů do Gliwic, asi 900 těžce nemocných zůstalo v táboře. Na území bývalého tábora byl po válce vybudován pomník.

## Fotografická dokumentace

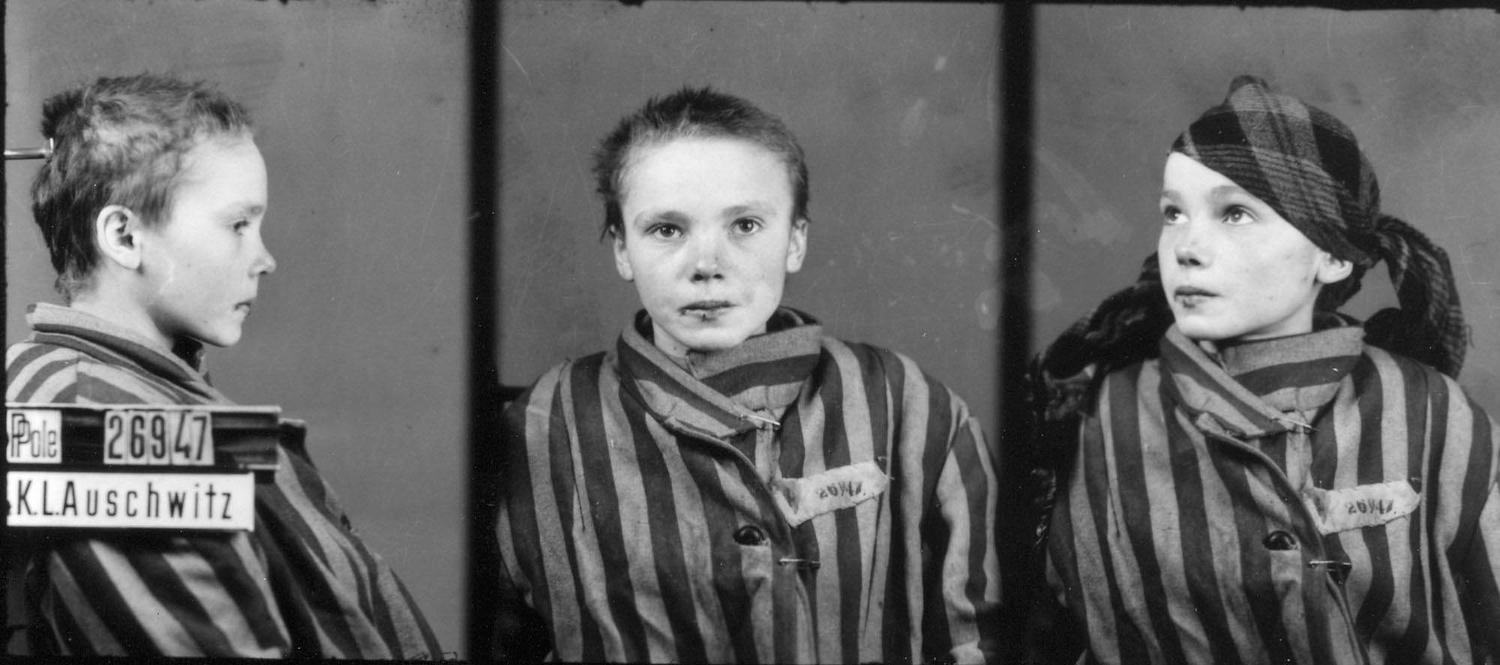
Fotografie uvězněné polské dívky Czesławy Kwoka pořízená Wilhelmem Brassem v Osvětimi

Němci v táboře potřebovali fotografické identifikační podobenky nových vězňů. Dozvěděli se o Wilhelmu Brassovi, vězni číslo 3444 a o jeho řemeslných schopnostech z ateliéru i laboratoře – stal se hlavním fotografem tábora. V únoru 1941, poté, co byl povolán do kanceláře Rudolfa Hoese, velitele Osvětimi, spolu se čtyřmi dalšími fotografy, a vyzkoušen z „fotografických dovedností“, byl vybrán konkrétně díky svým „laboratorním dovednostmi“ a „technické schopnosti práce s fotoaparátem“ a za jeho schopnost mluvit německy. Poté dostal rozkaz dokumentovat nacistické vězně v táboře v „Erkennungsdienst, fotografické identifikační jednotce“, což bylo zvláštní zpravodajské komando politického oddělení (Gestapo), které vedl Bernhard Walter. Od 5. února 1941 Brasse fotografoval „práci vězňů, vězeňské lékařské pokusy a portréty vězňů do spisů“. Pořizoval portréty nově příchozích vězňů určených pro záznam tábora. Brasse pořídil pro každého vězně sérii tří fotografií: z profilu, zepředu hledící do objektivu a šikmo pod úhlem v jeho pokrývce hlavy. Stávalo se, že jich přes noc musel vyrobil tisíc nebo i více, protože ráno měl dorazit další transport. Kromě toho fotografoval vše, od práce vězňů až po soukromá setkání Němců s rodinami i lékařské snímky. Podle svého odhadu od roku 1940 do roku 1945 pořídil 40 000 až 50 000 identifikačních fotografií, než byl přestěhován do jiného koncentračního tábora v Rakousku, kde byl americkými silami v květnu 1945 osvobozen. Němci, kteří v osvětimském táboře pracovali, ho respektovali, protože chtěli svým rodinám poslat pěkné fotografie. Potkal také Josefa Mengeleho – slavného „Anděla smrti“, kterého si pamatoval jako dobrého muže. Mengele měl jeho fotografie rád a chtěl, aby vyfotografoval také některá dvojčata a lidi s vrozenými poruchami. Brasse měl tak možnost pracovat na ošetřovně, ve které Mengele „experimentoval“.
I když je těžké říci, které snímky pořídil Brasse, protože fotografie z tábora zpravidla neobsahují jméno fotografa,... Jarosław Mensfelt, mluvčí muzea Auschwitz-Birkenau, říká, že bylo pořízeno asi 200 000 takových obrázků, s připojeným jménem, národností a profesí.... Dochováno je asi 40 000 těchto snímků, některé s identifikačními kartami, a 2 000 z nich je vystaveno v muzeu... další jsou v památníku izraelského holocaustu Jad vašem.

Poté, co Sověti vstoupili do Polska, během Viselsko-oderské operace, od 12. ledna do 2. února 1945, byl Brasse spolu s tisíci dalšími osvětimskými vězni násilně přemístěn do koncentračního tábora v Ebensee, rakouském podvýboru koncentračního tábora Mauthausen (v poslední oblasti stále ovládané nacisty), kde zůstal vězněn, dokud ho americké ozbrojené síly neosvobodily na začátku května 1945. Během evakuace tábora ignoroval rozkaz spálit všechny fotografie a uchránil více než 40 000 fotografií, které později sloužily jako důkazy v nacistických soudech.

## Útěky z tábora
Auschwitz patřil k táborům s poměrně vysokým počtem uprchlých vězňů. Z ostatních nacistických koncentračních táborů před ním v počtu uprchlíků stojí pouze KT Buchenwald (1876 mužů a 91 žen, z toho však 831 osob až v roce 1945). Za každý útěk vězně bylo často nařízeno tzv. "stání", ve kterém dotčené skupiny vězňů stály až desítky hodin v pozoru a nehnutě v prostoru mezi bloky. Mnozí za tento způsob trestání zaplatili životem.
Z KT Auschwitz se podle dostupných pramenů za dobu od založení po likvidaci tábora pokusilo o útěk celkem 802 osob (757 mužů a 45 žen). Z tohoto počtu bylo:
- 144 útěků úspěšných (a většině se také podařilo přežít válku),
- 327 útěků neúspěšných (chyceni během útěku nebo zatčeni po zdařilém útěku),
- 331 útěků, o kterých nejsou žádné další informace.

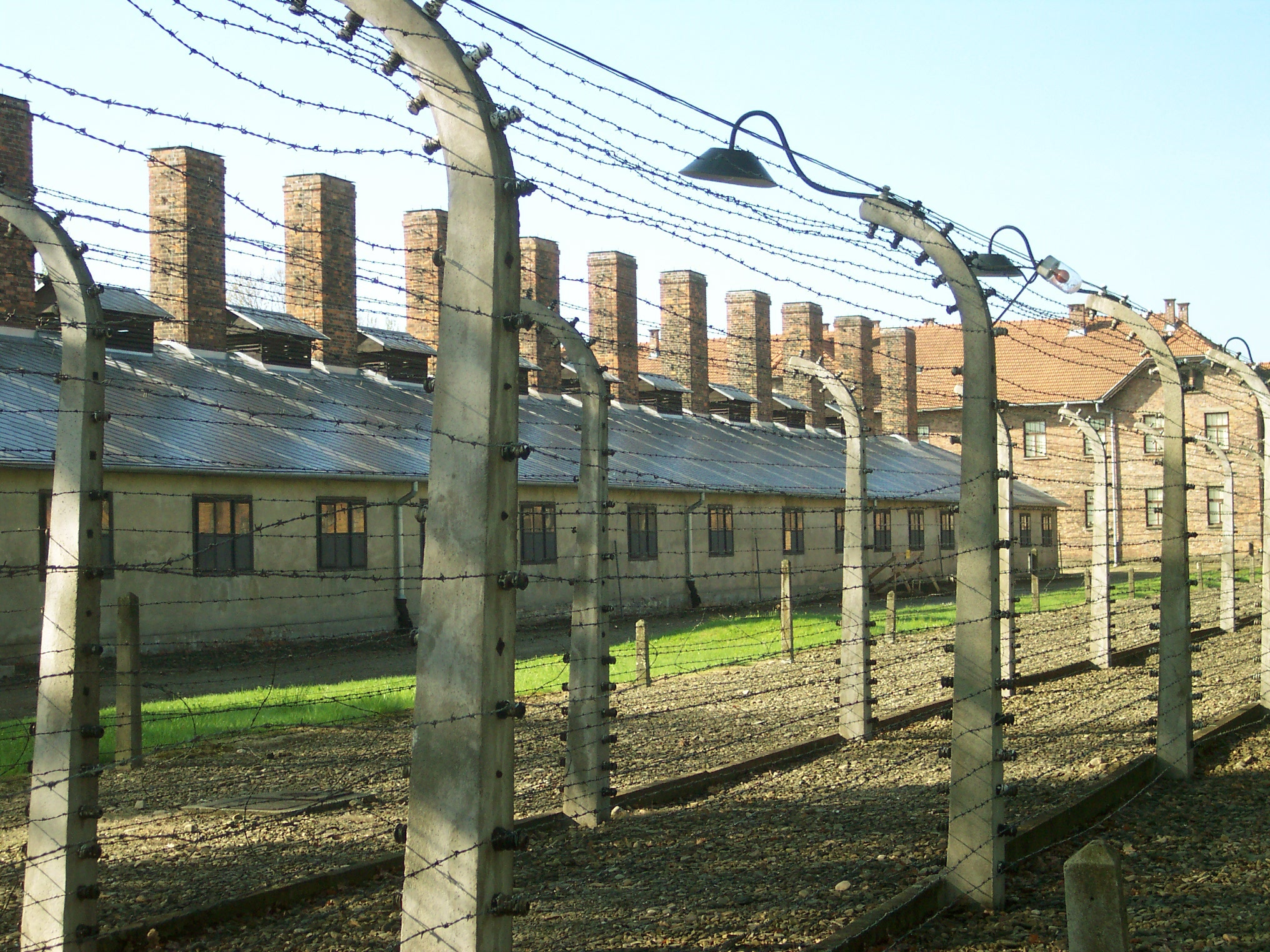
Dvojité oplocení z ostnatého drátu v táboře Auschwitz I. Budova s komíny je táborová kuchyně.

### Počet útěků z tábora v jednotlivých letech
| 1940 | 2   |
| 1941 | 17  |
| 1942 | 173 |
| 1943 | 295 |
| 1944 | 312 |
| 1945 | 3   |

Zdroj:

### Útěky podle národností
| Národnost  | Mužů | Žen | Celkem |
| Poláci     | 386  | 10  | 396    |
| Rusové     | 164  | 15  | 179    |
| Židé       | 112  | 3   | 115    |
| Romové     | 36   | 2   | 38     |
| Němci      | 22   | 9   | 31     |
| Češi       | 19   | 4   | 23     |
| Rakušané   | 2    | 0   | 2      |
| Jugoslávci | 1    | 1   | 2      |
| ostatní    | 15   | 1   | 16     |

Zdroj:

### Významní uprchlíci
- Tadeusz Wiejowski (Polák), první uprchlík[40] – 6. srpen 1940
- Viktor Pestek (Rumun, dozorce) a Vítězslav Lederer (Čech) – 5. duben 1944; Lederer se snažil dostat informace o poměrech v táboře Auschwitz Birkenau-Osvětim do Terezínského ghetta, kde byl vyslyšen, ale nebyl radou starších brán vážně a ke spojencům se nedostal. Ani tento plán se nepodařilo splnit.
- Alfréd Wetzler a Rudolf Vrba (Slováci) – 25. dubna 1944 v Žilině sepsali o táboře v Osvětimi zprávu známou jako Zpráva Wetzlera a Vrby, která se dostala (pravděpodobně jako první v takovém rozsahu) ke spojencům.
- Witold Pilecki (Polák), v září 1940 pronikl do tábora s cílem získat informace pro polský odboj (Armia Krajowa), jeho zprávy o dění v táboře byly polskými odbojáři zasílány spojencům. V dubnu 1943 z tábora utekl. Navrhoval útok na tábor, ale z důvodu nedostatečného počtu partyzánů v okolí nebyl jeho plán schválen (tábor hlídalo kolem 6000 příslušníků SS).
- Eugeniusz Bendera, Kazimierz Piechowski a Stanisław Jaster (Poláci), utekli v červnu 1942. Ukradli oblečení a zbraně příslušníků SS a posléze také osobní automobil velitele tábora Rudolfa Hösse, ve kterém opustili tábor. Všichni tři patřili k vězeňskému odboji a z tábora s sebou odvezli zprávy Witolda Pileckého pro polský odboj.

## Konec války

### Odchod nacistů
Ke konci války bylo jasné, že postupující Rudá armáda během svého postupu osvobodí i oblast okolo Osvětimi, což přimělo Němce jednat a pokusit se zahladit stopy zločinů. Před jejich odchodem byla krematoria a plynové komory vyhozeny do vzduchu (demontovány). Obytné bloky byly i s lidmi uvnitř zapáleny a podle celkového plánu měl být celý tábor srovnán se zemí. Díky rychlému postupu Rudé armády však nebyl celý záměr uskutečněn, a tak byly vypáleny jen některé části tábora.
Němci 18. ledna 1945 odeslali přes 58 000 lidí na nucené práce do Říše. V táboře zůstalo jen minimum vězňů, většinou nemocní a neschopní dlouhého pochodu. V noci na 19. ledna byla část tábora III-Monowitz zasažena náletem, který zničil několik v tu dobu již prázdných baráků a tábor se ocitl bez elektřiny.

### Osvobození
27. ledna 1945 byl tábor osvobozen vojáky Rudé armády (60. armáda 1. Ukrajinského frontu) pod velením maršála Koněva. V kmenovém táboře, Březince a Monowicích se osvobození dočkalo přibližně 7 000 vězňů, dalších asi 500 se nacházelo v okolních pobočných táborech.
Po osvobození tábora zřídila NKVD na jeho území dva tranzitní tábory pro německé válečné zajatce. Tábor v Osvětimi byl založen na jaře 1945 a nazvaný byl lágrem 22, přebývali v něm němečtí váleční zajatci a pravděpodobně fungoval do podzimu 1945, zatímco druhý tábor - zřízený v bývalém KT Auschwitz II-Birkenau v Březince - do jara 1946. Jednalo se o tranzitní tábory před posláním vězňů do lágrů v hloubi SSSR. V obou táborech mohlo přebývat nejméně 25 000. lidí. Jejich velitelem byl sovětský plukovník Maslobojev. Kromě toho se v Osvětimi nacházel tábor Úřadu veřejné bezpečnosti, který byl založen poblíž vlakového nádraží v Osvětimi na místě bývalého „Gemeinschaftslageru“. Tři dodnes zachované bloky, které kdysi byly jeho součástí, se nacházejí na půli cesty mezi muzei Auschwitz a Birkenau. V pěti nedalekých dřevěných barácích byl zřízen tábor, ve kterém polské úřady umísťovali lidi podezřelé z členství v NSDAP, Hitlerjugend a BDM, jakož i německé civilisty, Volksdeutsche a Hornoslezany, podezřelé z neloajality vůči Polsku. Tábor byl dokola ohrazený a střežen strážci. Vězni tohoto tábora mimo jiné demontovali zařízení v chemických závodech v Monowicích, které byly poté vyvezeny do Sovětského svazu. Tábor byl pravděpodobně zlikvidován v březnu 1946. Od 20. dubna 1945 do února 1946 tam bylo zaznamenáno 144 úmrtí, zejména osob pocházejících z okolí Bílska-Bělé, z Horního Slezska a Německa.
Poté se polská vláda na žádost bývalých vězňů rozhodla přeměnit KT Auschwitz - Birkenau na základě sejmového zákona v roce 1947 na Státní muzeum Auschwitz-Birkenau v Osvětimi. Za tímto účelem byla přestavěna malá část táborové infrastruktury.

## Počet obětí

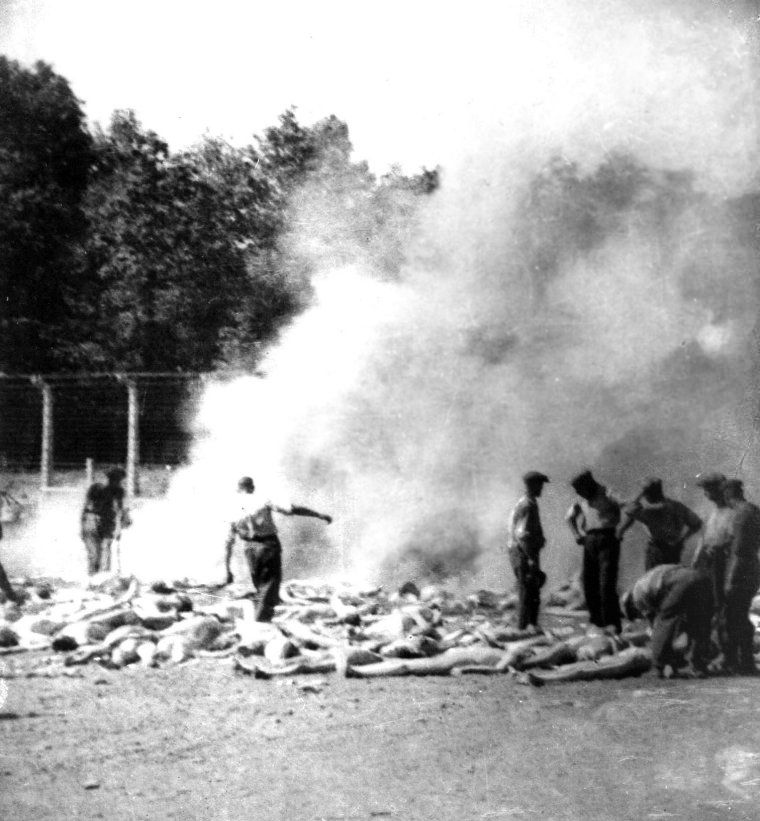
Členové Sonderkommanda spalují lidská těla

Ve všech táborech KT Auschwitz-Birkenau zemřelo nejméně 1,1 miliónu osob, z nichž bylo:
- 960 000 Židů (865 000 nezaregistrovaných *pozn., 95 000 zaregistrovaných),
- 70 000–75 000 Poláků (asi 10 000 nezaregistrovaných, 64 000 zaregistrovaných),
- 21 000 Romů (2 000 nezaregistrovaných, 19 000 zaregistrovaných),
- 15 000 sovětských válečných zajatců (3 000 nezaregistrovaných, 12 000 zaregistrovaných),
- 10–15 000 vězňů jiných národností (mj. Bělorusů, Rusů, Ukrajinců, Čechů, Slováků, Jugoslávců, Francouzů, Němců, Rakušanů atd.).

*Pozn. tato čísla dle sdělení F. Pipera, je potřeba brát jako minimální, vycházejí z pozůstatků kancelářské evidence osvětimského tábora, materiálů sesbíraných odbojem v táboře i mimo tábor, soudních procesů a dalších zdrojů.
Výše uvedená statistika jsou součty deportovaných lidí různých národností ze všech nacisty okupovaných zemí Evropy. Tyto odhady byly zpochybněny např. historikem J. C. Pressacem, avšak je třeba doplnit, že Piperovy statistiky odrážejí současnou oficiální historiografii.

## Změna názvu
27. června 2007 Výbor pro světové dědictví UNESCO zasedající na Novém Zélandu rozhodl na základě žádosti Polska a Izraele o změně názvu na Auschwitz-Birkenau, Německý nacistický koncentrační a vyhlazovací tábor (1940–1945). Původní název: Koncentrační tábor Osvětim-Březinka navrhli Poláci změnit poté, co se mnohokrát v zahraničním tisku a médiích objevilo ve spojení „polský vyhlazovací tábor“ (Anglie, Francie, USA, Německo, Itálie, Bulharsko, Rusko, Kanada a další), které mohlo naznačovat, že za holocaust v Osvětimi (Auschwitz) byli zodpovědní Poláci. 

## Povědomí o Auschwitzu
Studie Forsa institutu a nadace Körber Foundation z roku 2017 zjistila, že pouze 47 % německých studentů ve věku 14–16 let dokázalo správně odpovědět, co je to Auschwitz-Birkenau.
Podle průzkumu, který v roce 2018 zveřejnil americký deník Washington Post, 66 % mladých Američanů a 44 % dospělých nevědělo, že Auschwitz-Birkenau byl nacistický koncentrační tábor.

## Galerie

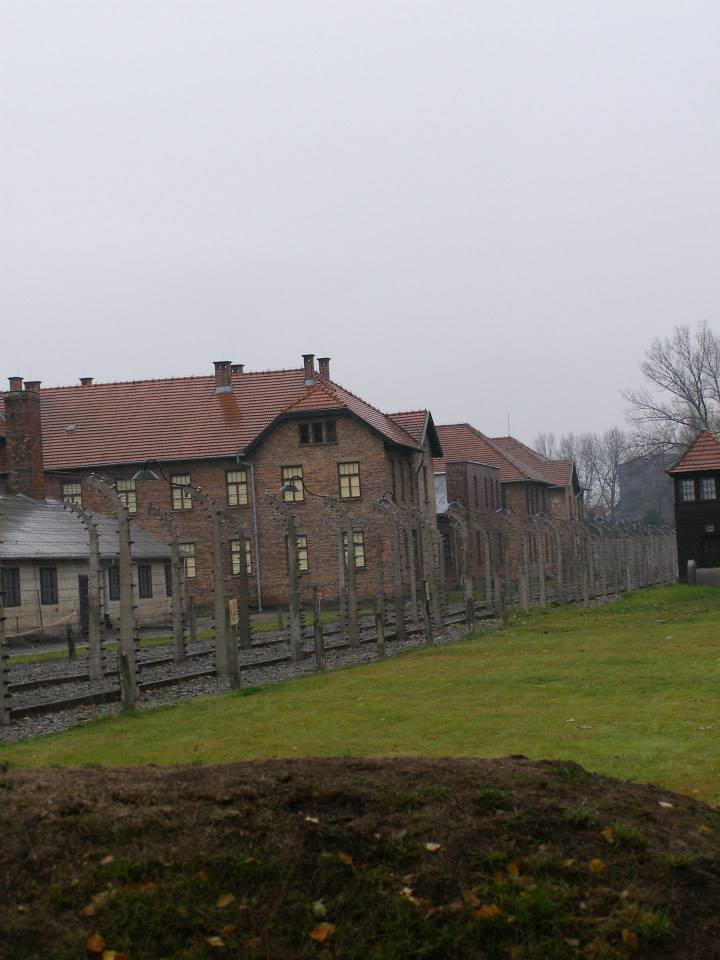
Domy v táboře
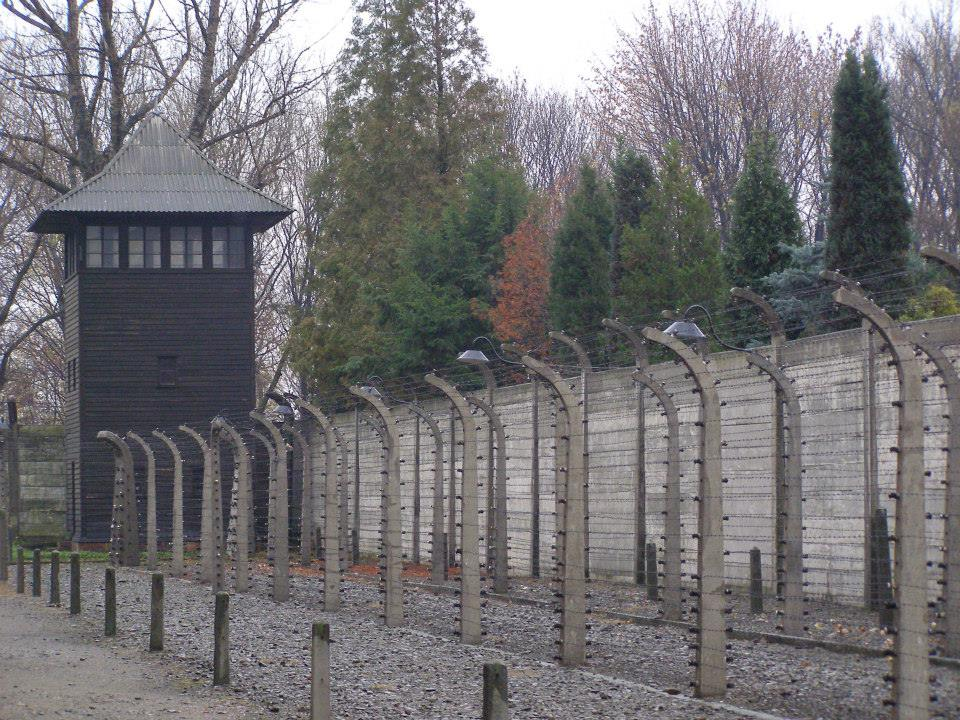
Strážní věž s plotem
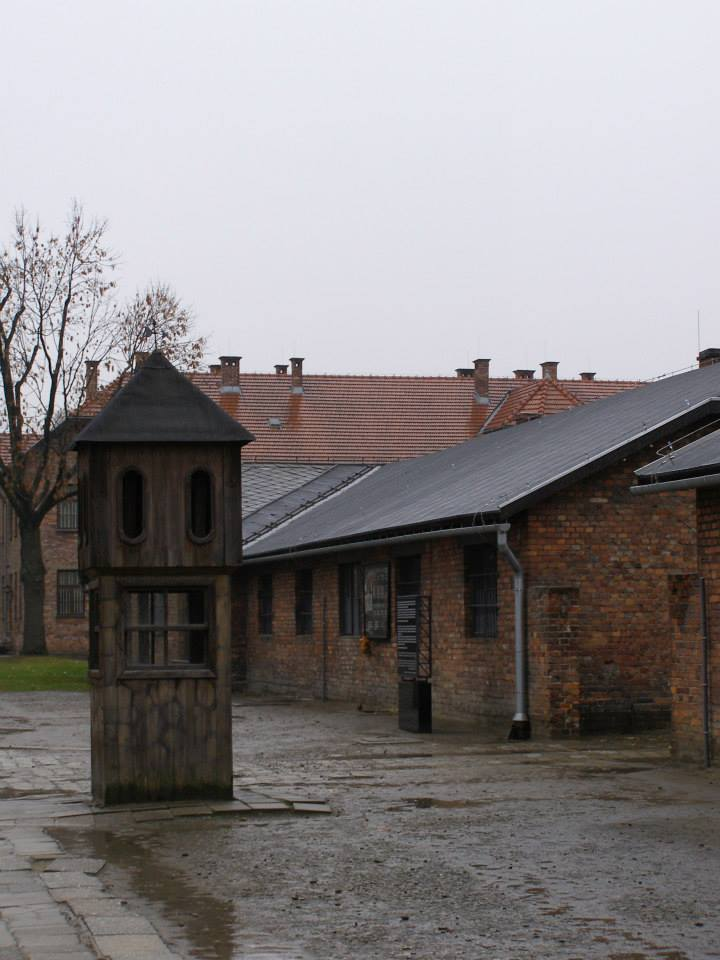
Strážní budka
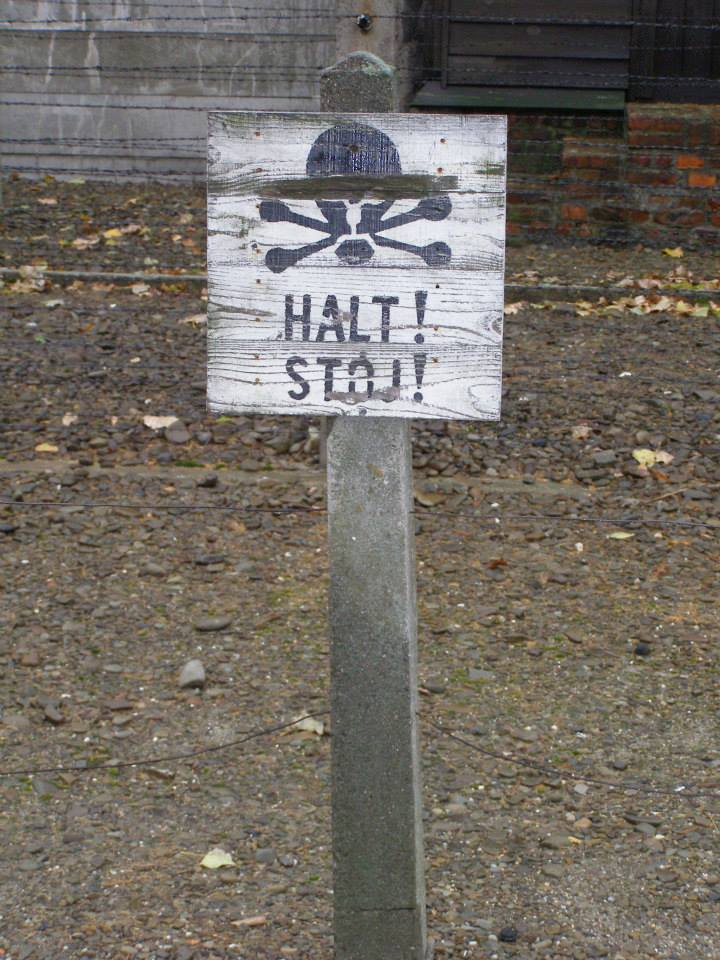
Výstražná cedule
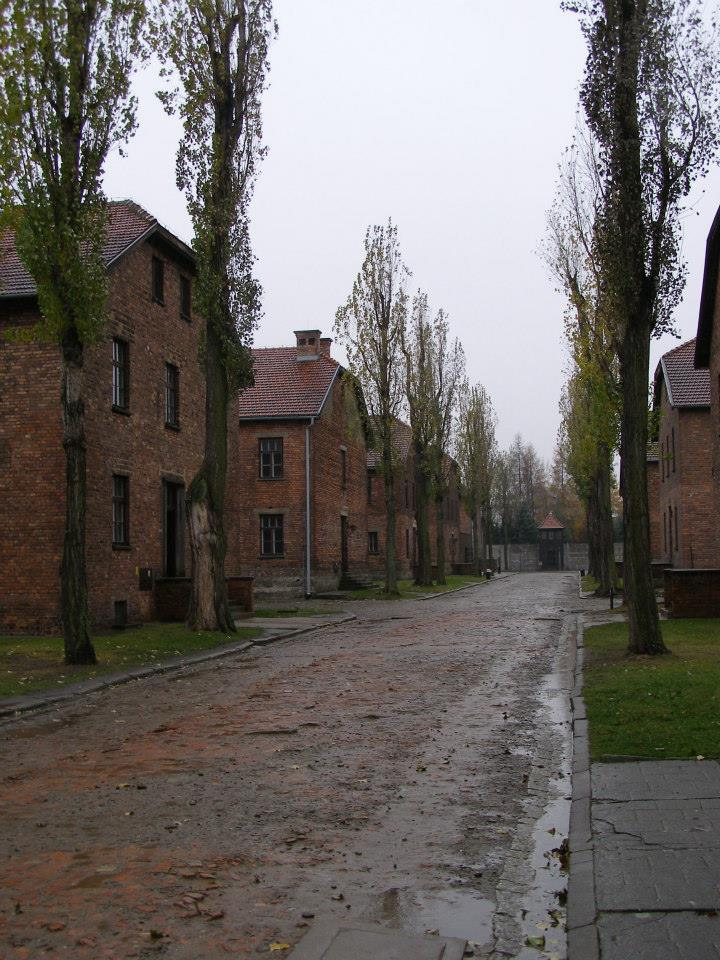
Domy v táboře
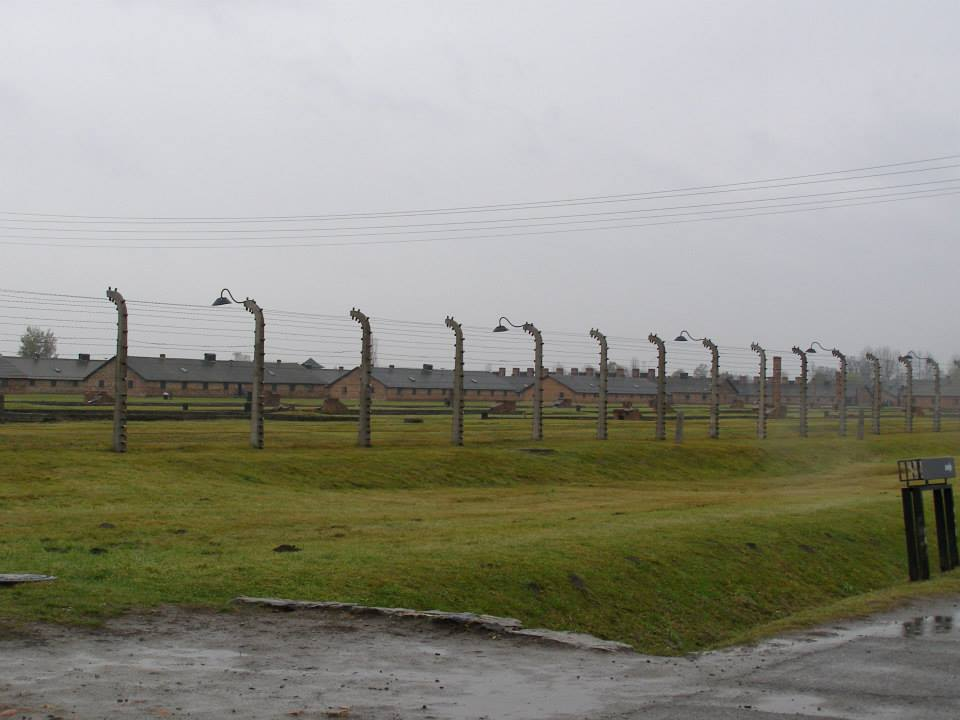
Domy v táboře
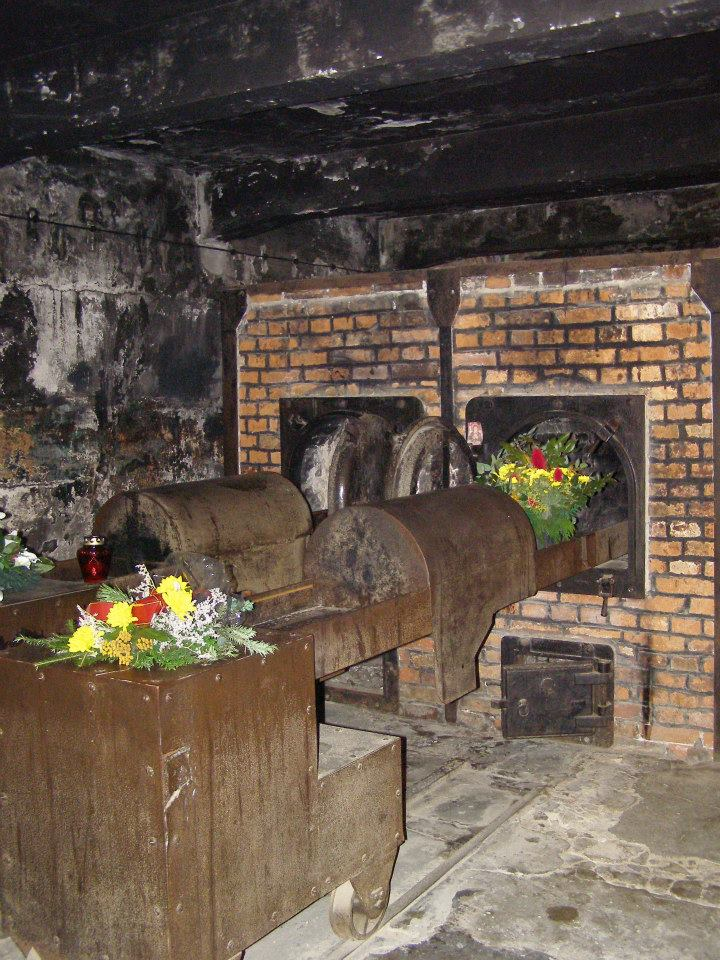
Rekonstrukce původní pece
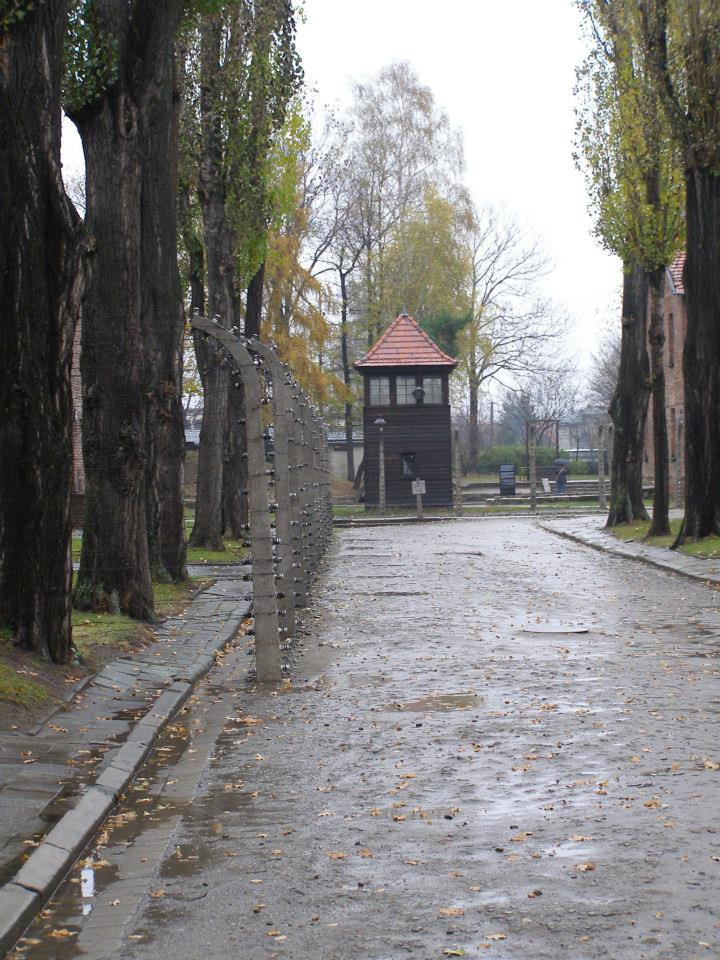
Strážní věž
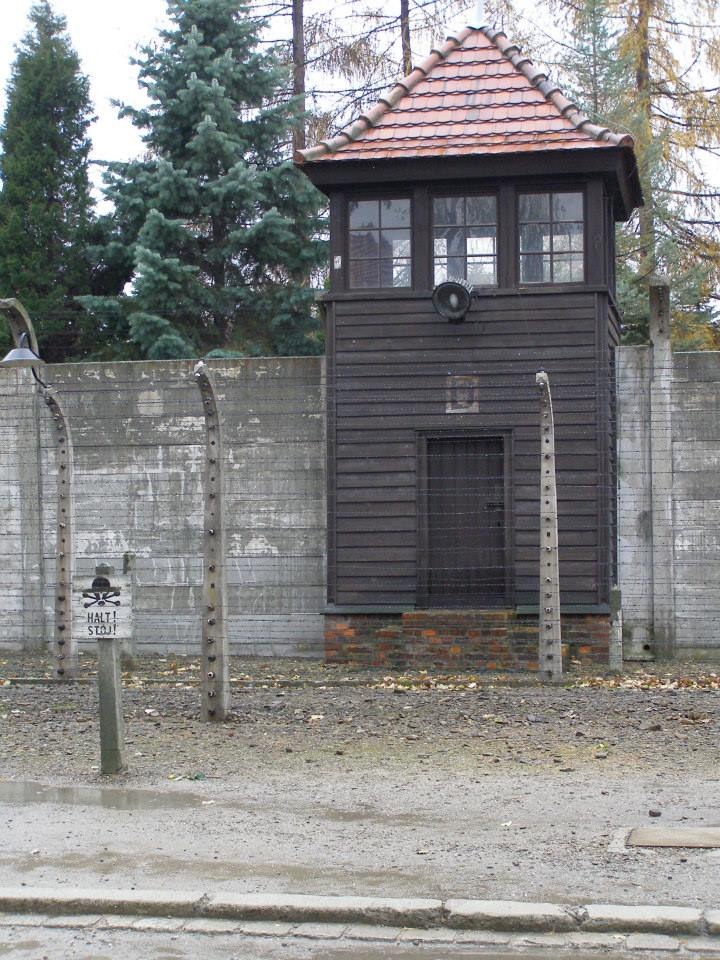
Strážní věž s výstražnou cedulí
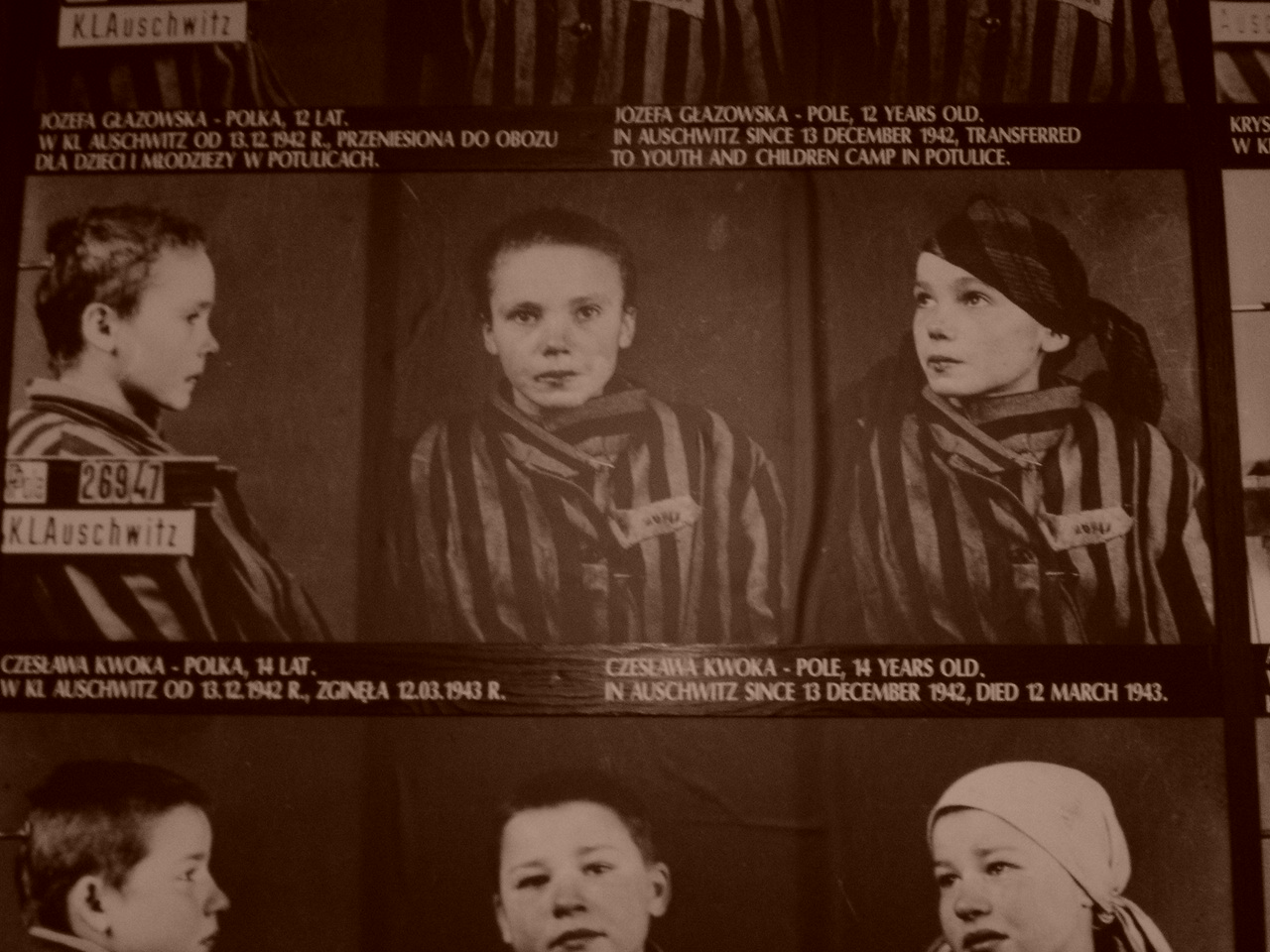
Fotografie polských dětí deportovaných do Auschwitzu, uprostřed je Czesława Kwoka
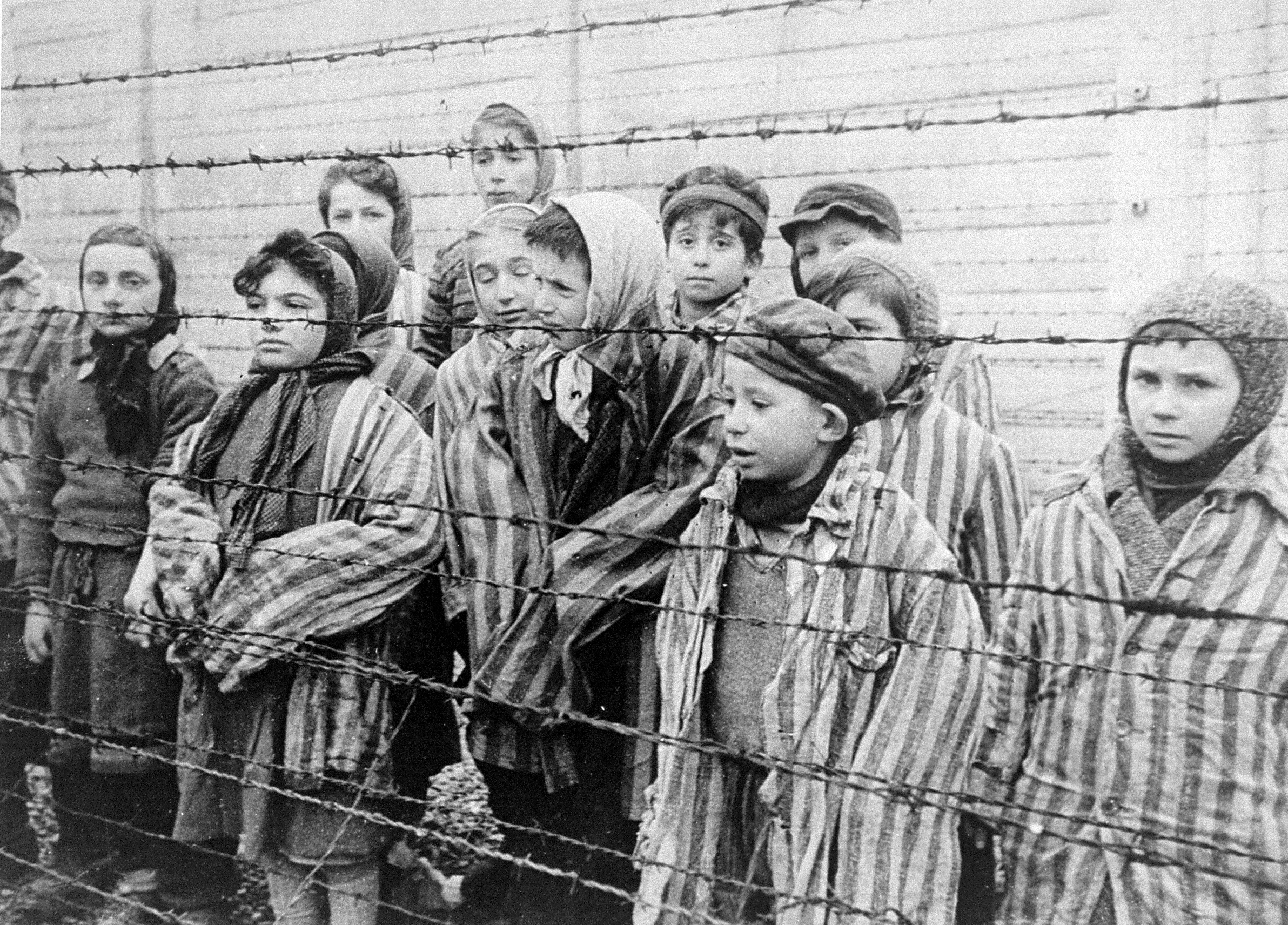
Židovské děti určené k lékařským pokusům po osvobození Rudou armádou
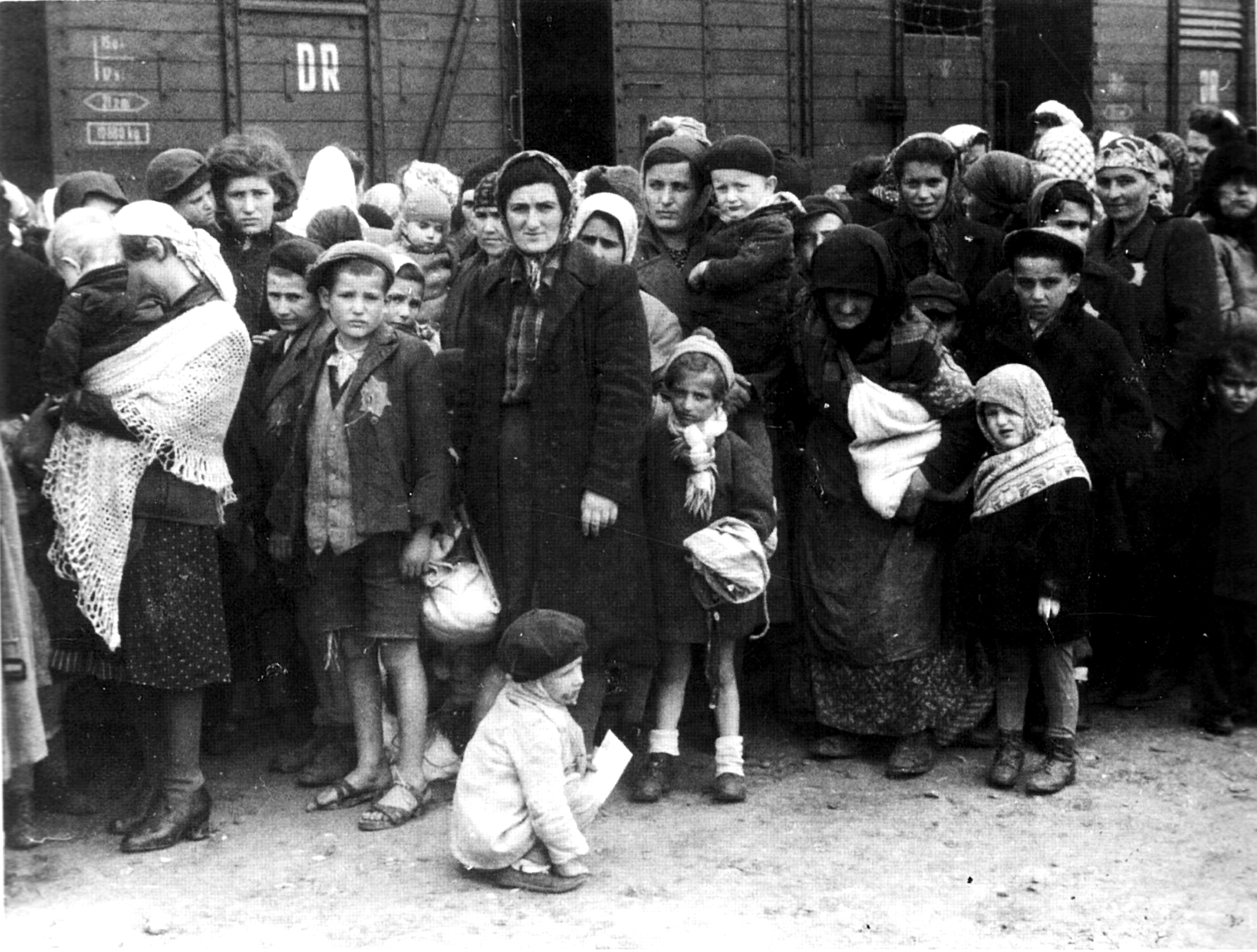
Selekce maďarských Židů v létě 1944
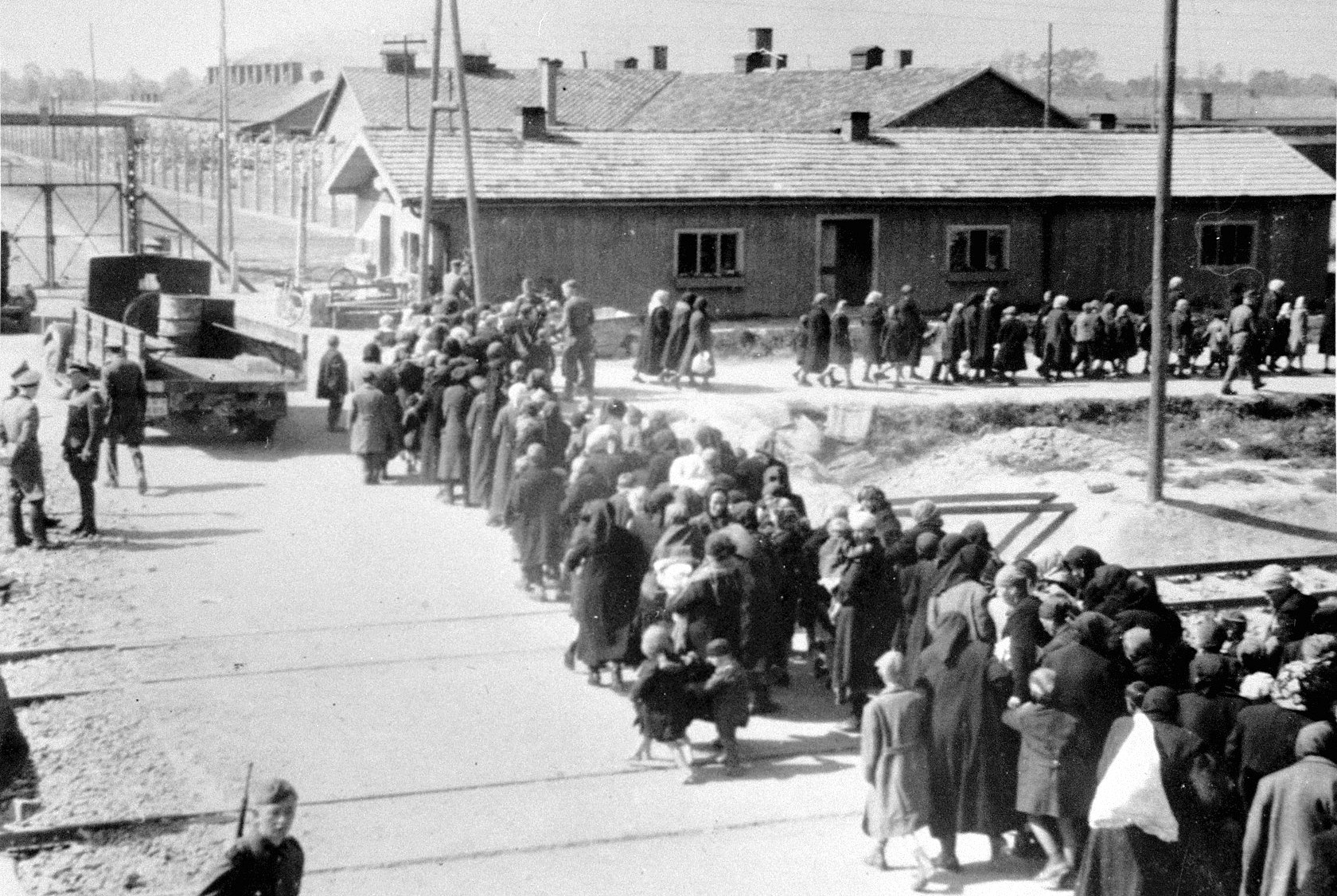
Nic netušící lidé směřují k plynové komoře a krematoriu

#### Videa
- Cesty do nebe na Google Video – Návraty Oty Krause, bývalého vězně vyhlazovacího tábora Osvětim, dokument Martina Vadase, 60 min., 1996
- Uciekinier (polsky) na Google Video – dokumentární film o útěku Kazimiera Piechowského z Auschwitz, rež.: Marek Tomasz Pawłowski TVP, 56 min., 2006.
- World War Two: The Last Days of Auschwitz - War Against Humanity 126 na YouTube (anglicky)